# Franklin Pierce

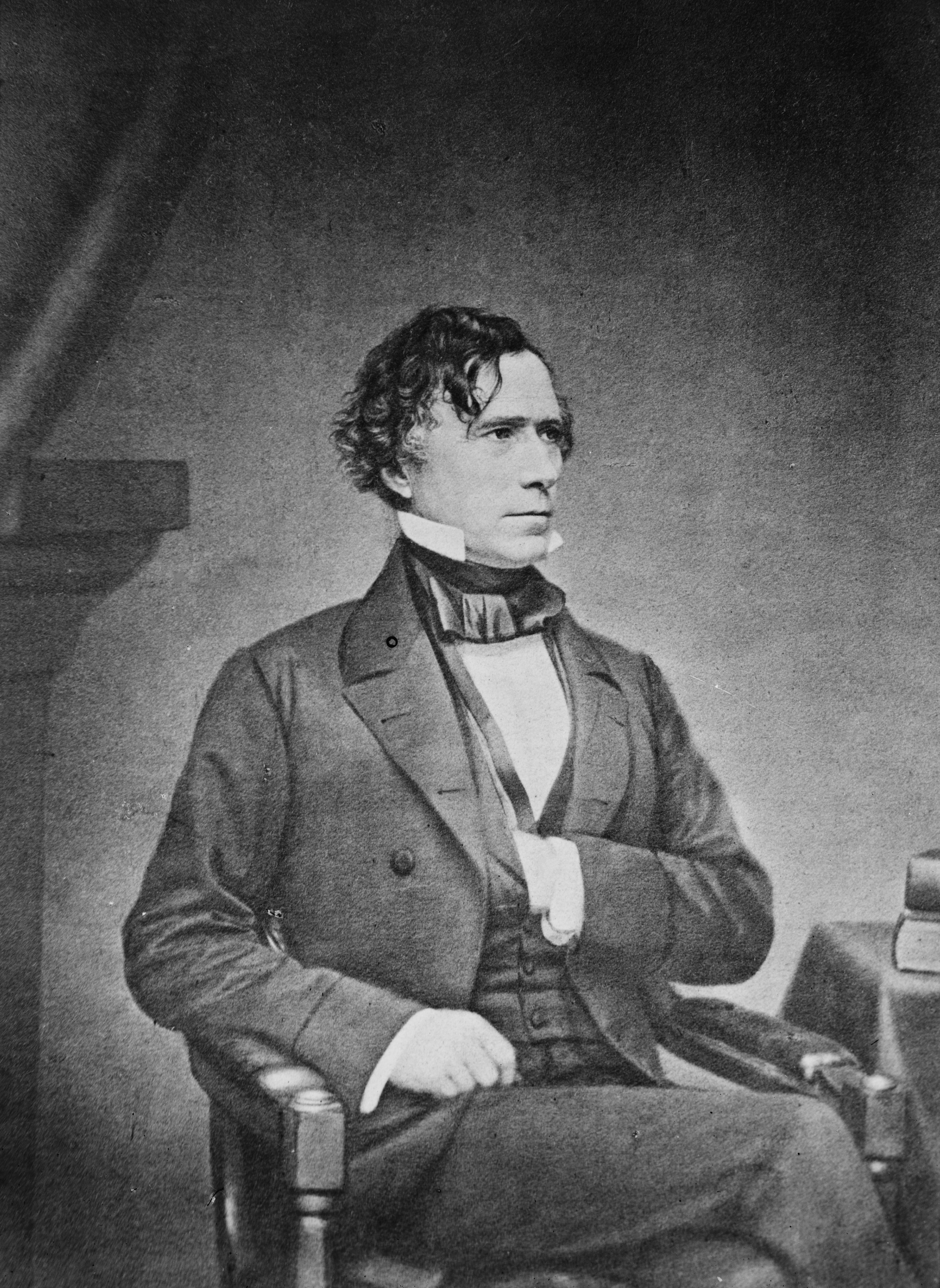
Franklin Pierce (Fotografie von Mathew Brady)

Franklin Pierce (* 23. November 1804 in Hillsborough, Hillsborough County, New Hampshire; † 8. Oktober 1869 in Concord, New Hampshire) war ein amerikanischer Politiker und von 1853 bis 1857 der 14. Präsident der Vereinigten Staaten.
Pierce stammte aus einer gutbürgerlichen Familie; sein Vater Benjamin Pierce wurde zwei Mal zum Gouverneur von New Hampshire gewählt. Er ging direkt nach dem Studium am Bowdoin College und seiner juristischen Ausbildung in die Politik. Pierce gehörte als Mitglied der Demokratischen Partei sowohl dem Abgeordnetenhaus von New Hampshire als auch dem Repräsentantenhaus sowie dem Senat der Vereinigten Staaten an. Im Kongress agierte er weitgehend unauffällig und tat sich lediglich beim Entwurf der Gag Rule („Diskussionsverbot“) hervor, die abolitionistischen Petitionen einen Riegel vorschob. Ab 1842 zog er sich aus der Bundespolitik zurück und konzentrierte sich auf seine Anwaltspraxis und Parteiarbeit in New Hampshire. Während des Mexikanisch-Amerikanischen Kriegs diente er als Freiwilliger in der United States Army und kehrte als Brigadegeneral aus dem Einsatz in Mexiko zurück. Im Jahr 1852 nominierte ihn seine Partei als Kompromisskandidaten für die anstehende Präsidentschaftswahl, die er dann gegen den Whig-Bewerber Winfield Scott klar gewann.
Pierce’ Amtszeit war von starken innenpolitischen Konflikten zwischen den freien und den Sklavenstaaten um die Sklaverei geprägt, die sich unter seiner den Südstaaten zuneigenden Einflussnahme immer weiter zuspitzten. Der von Pierce im Mai 1854 unterzeichnete Kansas-Nebraska Act legitimierte die Sklaverei in den Bundesterritorien nördlich der Linie des Missouri-Kompromisses von 1820, löste in den abolitionistisch geprägten Nordstaaten einen Sturm der Entrüstung aus und schadete den Demokraten dort erheblich. Eine unmittelbare Folge des Kansas-Nebraska Acts waren bürgerkriegsähnliche Verhältnisse im Kansas-Territorium (Bleeding Kansas). Das Gesetz bildete einen wichtigen Faktor in der Entwicklung hin zum Sezessionskrieg. Abgesehen vom Gadsden-Kauf, einem Erwerb von Gebieten Mexikos, konnte Pierce außenpolitisch keine Akzente setzen und die Spannungen mit Spanien und dem Vereinigten Königreich Großbritannien und Irland kaum glätten. Weil es Pierce nicht gelang, die zunehmenden politischen Verwerfungen zu überwinden, kehrte die eigene Partei dem Präsidenten den Rücken. Für die Präsidentschaftswahl des Jahres 1856 stellten die Demokraten nicht mehr Pierce, sondern den früheren Außenminister James Buchanan auf, der die Wahl dann auch gewann.
Im März 1857 endete Pierce’ Amtszeit. Desillusioniert zog er sich vollständig ins Privatleben zurück. Während des Sezessionskriegs von 1861 bis 1865 behielt er seine Sympathie für die Südstaaten bei und lehnte die Politik Abraham Lincolns ab. Pierce, der vor allem nach dem Ende seiner Zeit im Weißen Haus unter Alkoholismus litt, starb 1869. Nach seinem Tode geriet er im öffentlichen Bewusstsein weitestgehend in Vergessenheit, woran sich bis heute wenig geändert hat. Pierce gilt unter Historikern als einer der schlechtesten Präsidenten in der Geschichte der Vereinigten Staaten von Amerika.

## Leben bis zur Präsidentschaft (1804–1853)

### Erziehung und Ausbildung (1804–1829)

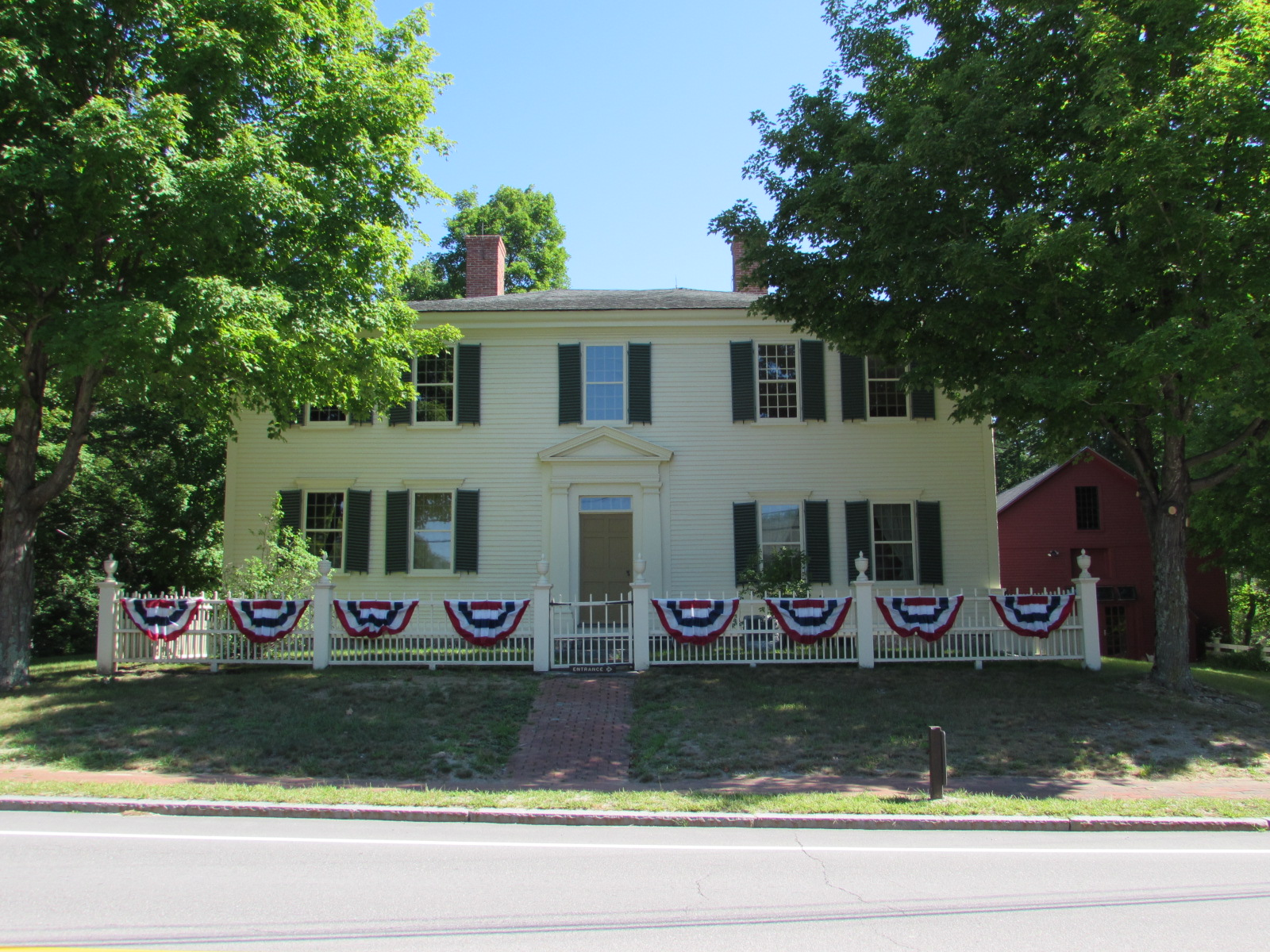
Franklin Pierce Homestead (2016). In diesem Haus verbrachte Pierce Kindheit und Jugend.

Franklin Pierce war der Sohn von Benjamin Pierce, der im Amerikanischen Unabhängigkeitskrieg gekämpft hatte und zwischen 1827 und 1830 zweimal zum Gouverneur von New Hampshire gewählt wurde. Die Pierce-Familie stammte aus England und war im Jahr 1634 in das spätere Massachusetts ausgewandert. Benjamin Pierce wurde 1757 in Lowell geboren und meldete sich nach den Gefechten von Lexington und Concord als Freiwilliger in der Kontinentalarmee. Mit George Washington zog er in das Winterlager von 1777/78 in Valley Forge. Er verließ die Armee 1784 mit einer Tapferkeitsmedaille ausgezeichnet im Range eines Leutnants. Franklin Pierce nahm den Vater zum Vorbild und entwickelte eine Affinität zum Militär, was durch die spätere Teilnahme seiner älteren Brüder am Britisch-Amerikanischen Krieg verstärkt wurde. Benjamin Pierce ließ sich 1786 in Hillsborough, New Hampshire, nieder, das damals zum Grenzgebiet (Frontier) zählte. Er wurde bald zum einflussreichsten Mann im Hillsborough County. So wurde er zum General in der Miliz New Hampshires ernannt und mehrfach zum Sheriff sowie 1789 in das Repräsentantenhaus von New Hampshire gewählt. Im Februar 1790 nach dem Tod seiner ersten Frau heiratete er die lebhafte und dem Alkohol zugetane Anna Kendrick. Franklin Pierce beschrieb seine Mutter später als liebevoll und nachsichtig hinsichtlich seiner Jugendsünden. Er kam im November 1804 in einer Blockhütte am Contoocook River zur Welt und war das sechste Kind aus dieser Verbindung. Erst im Jahr darauf bezog die Familie ein repräsentableres Anwesen, die heutige Franklin Pierce Homestead. Sein Vater hatte erst die Föderalisten um George Washington unterstützt, aber enttäuscht von der Präsidentschaft von John Adams war er in das Lager der Demokratisch-Republikanischen Partei um Thomas Jefferson umgeschwenkt. Bezüglich der Föderalisten entwickelte er zunehmend Verachtung und schmähte sie als „elitäre Snobs“. Später half Benjamin Pierce dabei, den Bundesstaat für die Demokratischen-Republikaner zu gewinnen.
Schon früh zeigte sich bei Franklin Pierce der persönliche Charme, der ihn später auszeichnete und seinen politischen Aufstieg beförderte. Ab 1811 besuchte er eine Schule in Hillsborough. Im Jahr 1813 entließ die zu dieser Zeit föderalistisch kontrollierte State Legislature („Bundesstaat-Parlament“) seinen Vater als Sheriff wegen Betrugsvorwürfen. Als die Verdachtsmomente sich nicht erhärten ließen, wurde Benjamin Pierce 1814 in den Gouverneursrat gewählt. Im Jahr 1814 wechselte Pierce auf die Hancock Academy, die etwas über 20 Kilometer von seinem Elternhaus entfernt lag. Ab 1818 besuchte er die Francestown Academy im gleichnamigen Ort und kam bei der Familie von Peter Woodbury unter, die mit seinem Vater befreundet war. Weil das renommierte Dartmouth College unter Kontrolle der Föderalisten stand, schickte Benjamin Pierce seinen Sohn ab September 1820 auf das Bowdoin College in Brunswick, Maine. Der Unterricht dort war religiös geprägt und schrieb Bibelstunden und Gebete vor, umfasste aber auch Latein, Medizin und Arithmetik. Obwohl das strenge Reglement es explizit untersagte, war Pierce regelmäßiger Gast einer nahegelegenen Taverne. Insgesamt schenkte er dem Studium in den ersten beiden Jahren nur wenig Beachtung und war häufiger beim Wandern und Angeln in den Wäldern anzutreffen als im Hörsaal. Der von seinen politischen Gegnern später regelmäßig erhobene Vorwurf, er sei Alkoholiker, fand in dieser Phase seine Anfänge. Michael F. Holt macht in seiner Biographie geltend, dass Pierce zum einen wahrscheinlich wenig Alkohol vertrug und schnell in die Trunkenheit abglitt und zum anderen eine derartige Diagnose aus heutiger Sicht nicht zu leisten sei. Der Rechtshistoriker Paul Finkelman beurteilt hingegen abweichend, dass Pierce am Bowdoin College verdientermaßen wegen seines exzessiven und gut dokumentierten Trinkverhaltens einen bleibenden Eindruck hinterlassen habe.
Zu seinen Kommilitonen in Bowdoin gehörten die zukünftigen Politiker William Pitt Fessenden, James W. Bradbury, Jonathan Cilley und John P. Hale, der bei der Präsidentschaftswahl von 1852 gegen Pierce antrat, und die späteren Schriftsteller Henry Wadsworth Longfellow und Nathaniel Hawthorne. Insbesondere die Freundschaften zu Cilley und Hawthorne waren für sein weiteres Leben von Bedeutung. So schrieb Hawthorne 1852 die damals im Wahlkampf obligatorische Kandidatenbiographie zu Pierce. Wegen seiner schlechten Noten kurz vor dem Studienabbruch stehend, überredeten ihn seine Freunde zur Fortführung des Studiums, was er mit neuem Elan in Angriff nahm. Im Jahr 1823 gründete er auf dem Campus eine Kadettenkompanie und leitete als ihr Hauptmann den militärischen Drill. Angefacht durch die stark umkämpfte Präsidentschaftswahl von 1824 erwachte sein politisches Interesse, wobei sein Debattierclub auf der Seite Andrew Jacksons stand. Pierce blieb bis zu seinem Lebensende den Prinzipien des Jacksonianismus verpflichtet, die 1828 zur Gründung der modernen Demokraten und der Aufspaltung der Demokratischen-Republikaner führten. Am 1. September 1824 schloss Pierce sein Studium als fünftbester von den 14 Studenten seines Jahrgangs mit dem Bachelor of Arts ab; zurück in Hillsborough begann er im November die zu dieser Zeit in der Regel außeruniversitär erfolgende Anwaltslehre bei John Burnham.
Im Frühjahr 1825 wechselte er seinen Ausbilder und setzte bei Levi Woodbury in Portsmouth die Lehre fort, bis dieser im November 1826 in den Senat der Vereinigten Staaten gewählt wurde. Danach ging er bei Richter Samuel Howe in Northampton, Massachusetts in die Lehre. In Portsmouth, das fest in Händen der Anhänger von Präsident John Quincy Adams lag, sich in der Minderheit wiederfindend und empört über das Ausbooten Jacksons bei der Stichwahl im Repräsentantenhaus im Februar 1825, vertiefte sich seine Leidenschaft für die Politik weiter. Im September 1827 schloss er die Ausbildung bei Edmund Parker in Amherst, New Hampshire ab und erhielt die Zulassung als Anwalt. Danach eröffnete er eine Kanzlei in Hillsborough in unmittelbarer Nähe seines Elternhauses. Im folgenden Jahr hatte Pierce die ersten Gerichtsverhandlungen; er zeigte jedoch größeres Engagement im Wahlkampf für Jackson, der dieses Mal das Weiße Haus eroberte, und seinen erneut als Gouverneur kandidierenden Vater im März 1828. In diesem Monat feierte Pierce sein offizielles politisches Debüt und wurde zum Leiter der Gemeindeversammlung von Hillsborough gewählt. Als Anwalt war er zuerst am Court of Common Pleas in Amherst tätig und entwickelte sich nach und nach zu einem erfolgreichen Advokaten. Wie später in seiner politischen Karriere kamen ihm hier sein exzellentes Gedächtnis und eine markante, tiefe Stimme zugute. Gleichfalls profitierte Pierce in seiner Ämterlaufbahn von der Tatsache, dass ihm seine präzise Erinnerungsfähigkeit erlaubte, Reden ohne Manuskript zu halten.

### Im Repräsentantenhaus von New Hampshire (1829–1833)

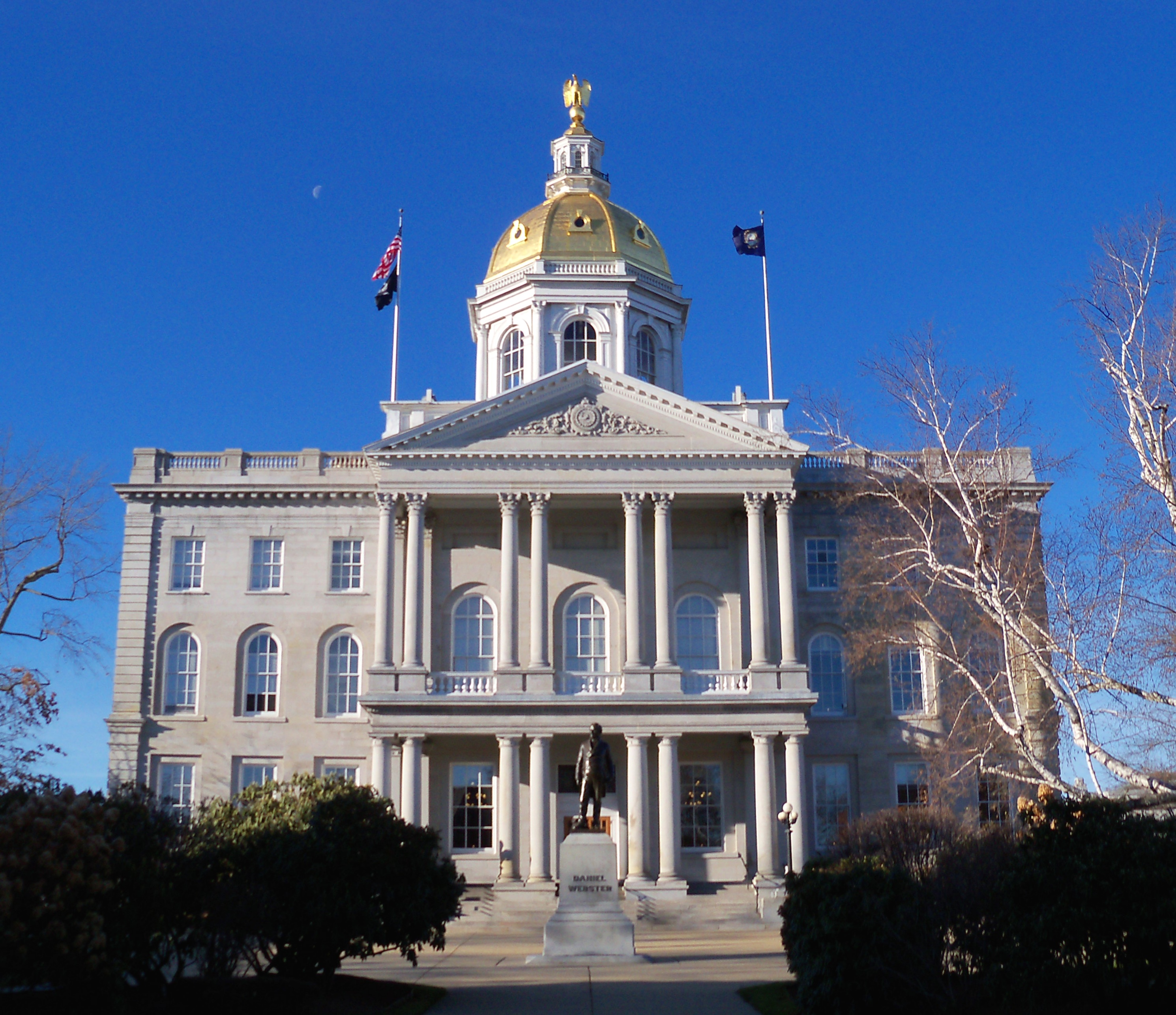
New Hampshire State House, Sitz der State Legislature (2012)

Im Januar 1829 wählte ihn die Gemeindeversammlung ohne Gegenstimmen zu ihrem Abgeordneten im Kongress von New Hampshire (New Hampshire General Court), während sein Vater zwei Monate später die Gouverneurswahlen gewann. Im Repräsentantenhaus von New Hampshire wurde Pierce zum Vorsitzenden des Ausschusses für Erziehung bestimmt. Im Jahr 1830 folgte der Vorsitz im Ausschuss für Städte und Gemeinden. Der Konflikt zwischen der von John Quincy Adams geführten National Republican Party und den Demokraten spiegelte sich vor allem in wirtschaftlichen Fragen wider, zum Beispiel die Finanzierung von Infrastrukturprojekten, Banken und Papiergeld betreffend. In New Hampshire, das vor der Wahl von Pierce’ Vater zum Gouverneur bis in die Mitte der 1850er Jahre fest in Händen der Demokraten blieb und sich somit vom Rest Neuenglands abhob, ging der Streit insbesondere um die Zulassung von Banken und die Eisenbahnerschließung des ländlich geprägten Norden und Westen des Bundesstaates. Dort wurden diese Maßnahmen als von Bostons Geldadel gesteuert wahrgenommen und abgelehnt. Ganz im Sinne des Jacksonianismus sprach sich Pierce gegen jegliche Subventionen, die Ausgabe von Banknoten und die Privilegierung von Anteilseignern aus.
Pierce, der zu dieser Zeit mit seinem ledigen Familienstand haderte, wurde im März 1831 erneut in das Repräsentantenhaus von New Hampshire gewählt. Auf einer Parteiversammlung (Caucus) im Juni des gleichen Jahres setzte er sich als Vorsitzender des Hauses (Speaker of the House) durch. Kurze Zeit später berief ihn Gouverneur Samuel Dinsmoor zu seinem militärischen Berater. Nach der Wiederwahl zum Speaker 1832 wurde er im Juni von den Demokraten für einen Sitz im Repräsentantenhaus der Vereinigten Staaten nominiert. Wie damals in New Hampshire noch üblich kandidierte er nicht in einem bestimmten Kongresswahlbezirk, sondern wurde auf dem Landesparteitag (Democratic State Convention) auf eine Liste gesetzt, über die in sämtlichen Town Hall Meetings („Bürgerversammlungen“) des Bundesstaats abgestimmt wurde. Die demokratische Liste setzte sich am Ende mit knapp 76 % durch.

### Im Repräsentantenhaus der Vereinigten Staaten (1833–1837)

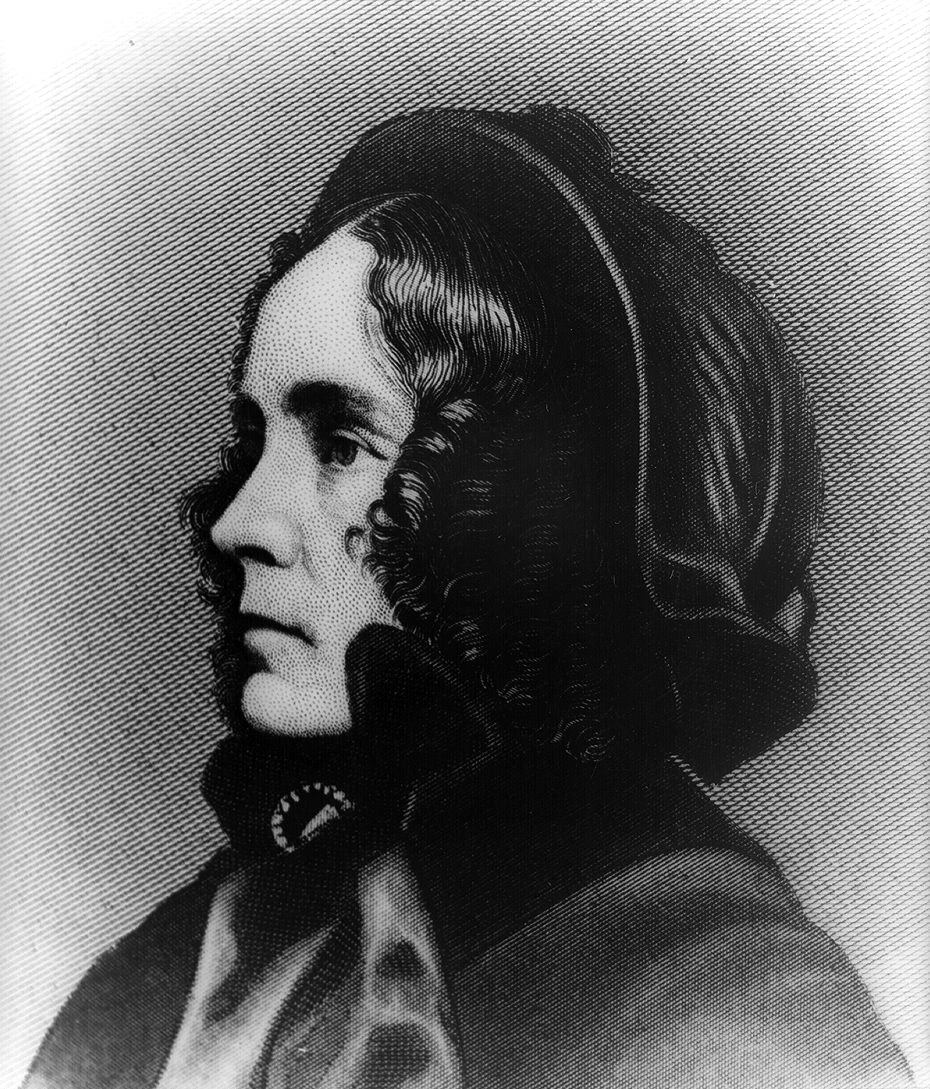
Jane Pierce (John Chester Buttre, um 1886)

Noch vor der Wahl in den Kongress im März 1833 war in seinen persönlichen Lebensumständen eine Änderung eingetreten, denn im Januar 1833 verlobte sich Pierce mit Jane Means Appleton und kaufte drei Monate später ein Haus in Hillsborough. Er hatte Appleton während seines Studiums 1827 in Amherst kennengelernt, wobei unklar ist, zu welchem Zeitpunkt daraus eine Liebesbeziehung wurde. Sie war die Tochter des kongregationalistischen Pfarrers Jesse Appleton. Appleton war ein wohlhabender Föderalist, der bis zu seinem Tod im Jahr 1819 Rektor des Bowdoin College gewesen war. Vom Naturell her in vielerlei Hinsicht gegensätzlich zu Pierce war Jane äußerst schüchtern, spröde und von schwacher Konstitution. Außerdem lehnte sie Alkoholkonsum kategorisch ab. Zwischen den beiden Sitzungsperioden des 23. Kongresses heirateten sie am 19. November 1834 im Hause der Großmutter der Braut in Amherst. Von Anfang an stand die Ehe unter keinem guten Stern; Jane Pierce verabscheute Politik und litt häufig unter Melancholie. Aufgrund ihrer begüterten Sozialisation zeigte sie außerdem Unsicherheiten in der eigenständigen Führung eines Hausstandes. Nach der Hochzeit begleitete sie ihren Mann für einige Monate in die Hauptstadt, blieb aber nach der Wiederwahl ihres Mannes in den Kongress bei ihrer Familie in Amherst und trug ihr erstes Kind aus. Aus der Ehe gingen drei Söhne hervor, von denen keiner das Erwachsenenalter erreichte.
Bevor Pierce mit Beginn der Sitzungsperiode Anfang Dezember 1833 seinen Sitz im 23. Kongress der Vereinigten Staaten in Washington, D. C. einnahm, traf er im Sommer erstmals auf sein großes Vorbild Präsident Jackson, der mit Vizepräsident Martin Van Buren durch Neuengland tourte. Etwas später erkrankte er bei einem Besuch in Boston an Cholera und kam nur knapp mit dem Leben davon. In der Hauptstadt quartierte er sich mit mehreren Kollegen aus Senat und Repräsentantenhaus, darunter sein Landsmann Senator Isaac Hill, in einer Pension ein. Dort schloss er Freundschaft mit dem gleichfalls aus New Hampshire stammenden Schriftführer des Repräsentantenhauses Benjamin B. French, der in den kommenden neun Jahren sein engster Vertrauter wurde. Im Kongress wurde Pierce in den Justizausschuss berufen, der im Folgenden zu seinem Tätigkeitsschwerpunkt wurde. Politisch bestimmend war in dieser Phase der Konflikt um die Second Bank of the United States. Per Dekret (Executive Order) hatte Jackson der Zentralbank im Herbst 1833 die Bundeseinlagen entzogen. Aus Teilen der sich gegen den Präsidenten formierenden Opposition, die unter anderem aus National Republicans und Verfechtern der Rechte der Einzelstaaten (States’ Rights) aus den Südstaaten bestand, rekrutierte sich nach und nach die United States Whig Party, der sich im Norden ein Großteil der Anti-Masonic Party („Anti-Freimaurer-Partei“) anschloss. Anträge auf Rücküberweisung der Bundeseinlagen zur Second Bank of the United States aus dem von Jackson-Gegnern dominierten Senat wurden im Repräsentantenhaus jedes Mal überstimmt. Hier wie auch in der Ablehnung von subventionierten Infrastrukturprojekten im Juni 1834 votierte Pierce stets im Sinne des Präsidenten. Laut Holt sprach aus Pierce’ stetiger Ablehnung von Fördermaßnahmen mit Bundesmitteln außerdem eine völlige Ignoranz für die Interessen des Mittleren Westens und ein engstirniges politisches Weltbild. Im Februar 1834 erlitt er am Morgen vor seiner Premiere am Rednerpult eine Gallenkolik, die ihn für knapp zwei Wochen ans Bett fesselte. Am 27. Februar konnte er schließlich die Rede halten, bei der es um die Pensionen der Veteranen aus dem Unabhängigkeitskrieg ging. Insbesondere die Abgeordneten aus den Südstaaten beglückwünschten ihn zu diesem Auftritt und für den Rest seiner politischen Karriere suchte Pierce Anerkennung gerade in ihren Reihen. Im Juni nominierten ihn die Demokraten für den 24. Kongress der Vereinigten Staaten. Im März 1835 siegte Pierce’ Liste mit 63 %. Ohne seine Gattin bezog er in Washington wieder eine Pension, wo er das politische Schwergewicht Senator Thomas Hart Benton als Freund gewann.
Wiederum fiel für Pierce die meiste Arbeit während des Kongresses im Justizausschuss an. Außerdem war er Mitglied in einem Sonderkomitee, das die Neuzulassung von Banken im District of Columbia prüfen sollte. Daneben gehörte er einem Untersuchungsausschuss an, der die hohen Abbrecherquoten unter den Kadetten von West Point unter die Lupe nahm. Zum bestimmenden Thema des 24. Kongresses wurde die Frage, wie mit den zahlreichen abolitionistisch motivierten Petitionen an das Repräsentantenhaus zu verfahren sei, die ein Verbot der Sklaverei in der Hauptstadt forderten. Pierce war zwar kein ausgesprochener Anhänger der Sklaverei, aber er verachtete den Abolitionismus seit dessen Aufleben in den frühen 1830er Jahren. Insbesondere warf er den Anhängern dieser Bewegung Selbstgerechtigkeit und eine Spaltung des Landes vor. Bei einer Rede im Haus kurz nach Sitzungsbeginn am 18. Dezember 1835 forderte er zwar nicht, wie von James Henry Hammond beantragt, Petitionen zur Sklavenfrage pauschal abzuweisen, aber er diffamierte die Sklavereigegner als einige wenige Fanatiker, die nicht für den Norden repräsentativ seien. Pierce’ Vorschlag ging dahin, die fraglichen Petitionen zu empfangen, um den Bürgern dieses Verfassungsrecht nicht zu verwehren, ihre weitere Bearbeitung dann jedoch auf unbestimmte Zeit zu vertagen. Diese als Gag Rule („Diskussionsverbot“) bekannt gewordene Bestimmung wurde schließlich im Mai 1836 verabschiedet. Der Einsatz für diese Regelung bildete den Anfang seiner lebenslangen politischen Agitation gegen den Abolitionismus und für die Sklaverei. James K. Polk, der Sprecher des Repräsentantenhauses der Vereinigten Staaten (Speaker of the United States House of Representatives), mit dem Pierce die starke Aversion gegen Sklavereigegner teilte, revanchierte sich, indem er Pierce erneut in den Justizausschuss berief. Pierce’ Verachtung der Abolitionisten verschärfte sich in den nächsten Jahren so weit, dass er jegliche Gegnerschaft zur Ausbreitung der Sklaverei in die neuen Bundesterritorien im Westen feindselig betrachtete. In der Folge stand er in der Sklavenfrage klar auf Seiten der Südstaaten.
Im Februar 1836 wurde Pierce Mitglied des neunköpfigen, von Henry L. Pinckney geleiteten, Sonderausschusses des Repräsentantenhauses, der prüfen sollte, inwieweit der Kongress der Vereinigten Staaten dazu befugt sei, die Sklaverei in den Südstaaten zu regulieren. Wie schon im Vorhinein feststand, kam das Gremium zu dem Ergebnis, dass der Kongress dazu kein Recht habe, weil dies Sache der Bundesstaaten sei. Als der Senat am 12. Februar über diese Frage debattierte, ließ Senator John C. Calhoun einen Artikel aus einer abolitionistischen Zeitung New Hampshires verlesen, wahrscheinlich um auf die aus seiner Sicht gefährliche Popularität der Sklavereigegner in den Nordstaaten zu verweisen. Der Text bezeichnete Pierce erstmals in der Öffentlichkeit als Doughface („Teiggesicht“), womit zu dieser Zeit persönliche Feigheit umschrieben wurde; bald darauf wurden so Nordstaatler charakterisiert, die mit den Sklavenstaaten sympathisierten. Ihr Gesicht bestünde nämlich aus Brotteig, das von den Südstaaten in jede gewünschte Form geknetet werden könne. Außerdem stellte der Herald of Freedom fest, dass in New Hampshire Abolitionismus wesentlich verbreiteter sei als von Pierce im Dezember 1835 behauptet. Der zornige Pierce wies drei Tage später vor dem Repräsentantenhaus die Vorwürfe zurück, dennoch haftete ihm das Label Doughface für den Rest seines Lebens an. Als im September 1836 Senator Hill seinen Platz räumte, um Gouverneur von New Hampshire zu werden, war Pierce auf dem Caucus einer der Kandidaten für Hills Nachfolge, unterlag jedoch John Page. Im Dezember des gleichen Jahres zum Ende des 24. Kongresses wählte ihn die Parteiversammlung zum Nachfolger Hills als Senator für New Hampshire in der kommenden Legislaturperiode. Mit 32 Jahren war er zu diesem Zeitpunkt der jüngste Mann, der jemals in den Senat gewählt worden war.

### Im Senat der Vereinigten Staaten (1837–1842)
Nach einer bisher unauffälligen Karriere im Repräsentantenhaus rückte Pierce im März 1837 in den Senat der Vereinigten Staaten auf, während Vizepräsident Van Buren nach seinem Sieg bei der Präsidentschaftswahl 1836 als Nachfolger von Jackson in das Weiße Haus zog. Wegen der im Mai eintretenden Wirtschaftskrise von 1837 berief Van Buren im September eine außerordentliche Senatssitzung ein. Wie der Präsident sah Pierce im Spekulantentum und einer zu großen Papiergeldmenge die Gründe für die Panik, weshalb er die Entnahme von Banknoten aus dem Wirtschaftskreislauf als Lösung betrachtete. Dazu wollte Van Buren die Bundesmittel in ein bankenunabhängiges Schatzamt einlagern und so dem Papiergeld die Deckung entziehen. Der Independent Treasury Plan („Unabhängiger Finanzplan“) bestimmte bis zu seiner Verabschiedung im Juli 1840 die Debatten im Kongress. Im Februar 1838 duellierten sich die Repräsentanten Cilley, mit dem Pierce seit ihrer gemeinsamen Studienzeit in Bowdoin befreundet war, und William J. Graves. Pierce beriet seinen Freund bis zum Tag des mit Langwaffen ausgetragenen Aufeinandertreffens, in dessen Verlauf Cilley tödlich verwundet wurde. Einige Zeitungen beschuldigten den tief betroffenen Pierce danach zu Unrecht, seinen früheren Kommilitonen in dieses Wagnis getrieben zu haben. Aufgrund der Krankheit seiner Frau und ihrer sichtlichen Abscheu vor Politik erwog Pierce im gleichen Jahr, den Kongress zu verlassen und sich wieder vollständig auf die Anwaltstätigkeit zu konzentrieren. Zeitweise spielte er mit dem Gedanken, in den Westen umzusiedeln. Zusätzlich plagten ihn Geldsorgen, weshalb er im August während der Sitzungspause nach Concord zog und dort eine Kanzlei mit Asa Fowler als Partner eröffnete. Zurück in der Hauptstadt versuchte er als Vorsitzender des Ausschusses für Pensionen, eine gesetzliche Beschränkung der Ansprüche von Veteranen aus dem Unabhängigkeitskrieg durchzusetzen, ohne damit Erfolg zu haben. Jane war mit ihm für die zweite reguläre Sitzungsperiode des 25. Kongresses in die Hauptstadt zurückgekehrt, blieb aber für die Geburt ihres zweiten Sohnes Frank Robert – der erste war im Februar 1836 nach drei Tagen gestorben – im September 1839 in Concord. Sie begleitete ihren Mann erst wieder nach Washington, als er in das Weiße Haus einzog.
Im Jahr 1839 kam es zum Bruch mit Präsident Van Buren, weil dieser Pierce’ Bitte um eine Veteranen-Pension für seinen Schwager John McNeil, der im Britisch-Amerikanischen Krieg verwundet worden war, abschlägig beschied. Dennoch zeigte er im folgenden Präsidentschaftswahlkampf vollen Einsatz für Van Buren und führte seine Kampagne im Süden New Hampshires. Zwar gewannen die Demokraten am Ende den Bundesstaat mit 6000 Stimmen, was aber nichts am Sieg William Henry Harrisons von der United States Whig Party änderte. Pierce konstatierte, dass sich die Nation „mit der Wahl eines reinen Strohmanns in das höchste Amt selbst entehrt“ habe. Die parallel ausgerichteten Kongresswahlen stellten für Pierce die bis dahin folgenschwerste Zäsur in seiner Laufbahn dar, denn die Whigs verzeichneten einen Erdrutschsieg. Sie gewannen zwei Drittel aller State Legislatures und somit die Mehrheit im Senat, denn zu dieser Zeit wurden die Senatoren noch von den Kongressen der Einzelstaaten gewählt. Dadurch fand sich Pierce das erste Mal in seiner politischen Karriere in der Opposition wieder. Derart frustriert und sich nach seiner Familie sehnend, kündigte er an, nie wieder für ein politisches Amt zu kandidieren, und kehrte der Hauptstadt den Rücken. Holt macht als weiteren Grund für diese Entscheidung Pierce’ Engagement in der Abstinenzbewegung geltend, der er im Herbst 1841 mit einem öffentlichen Schwur beigetreten war. Möglicherweise wollte er sich nicht mehr der stark ausgeprägten Trinkkultur Washingtons aussetzen. Im Februar 1842 übersandte er schließlich Gouverneur Page sein Rücktrittsgesuch und verließ Washington noch im gleichen Monat.

### Parteiführer in New Hampshire (1842–1846)

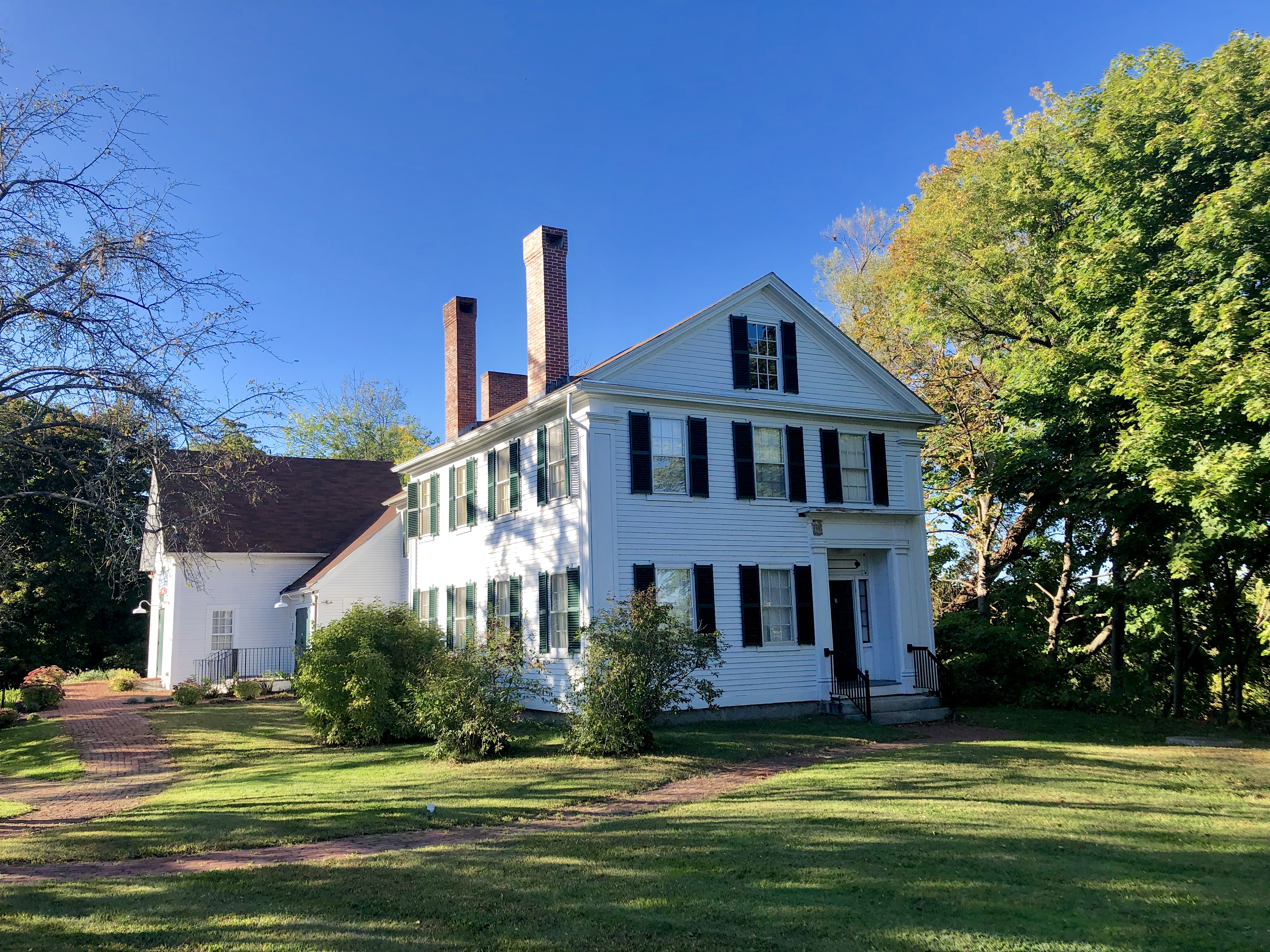
Pierce Manse im Concord Historic District. In diesem Anwesen lebte Pierce mit seiner Familie von 1842 bis 1848.

Zurück in Concord führte er mit großem geschäftlichen Erfolg die Anwaltstätigkeit fort. Dennoch konnte er von der Politik nicht lassen und wurde in den Parteivorstand New Hampshires gewählt. Bis zur Präsidentschaftskandidatur 1852 blieb er der Führer der Demokraten in seinem Heimatstaat. In dieser Funktion war er anfangs vor allem damit beschäftigt, Hill zu bekämpfen, der die Demokraten verlassen und eine eigene Partei gegründet hatte, die im Bundesstaat als die „Konservativen“ bekannt waren. Diese neue Partei setzte sich vor allem für die Interessen der Eisenbahngesellschaften ein und sorgte damit für Aufruhr unter den Farmern, die nicht willens waren, ihr Land für den Streckenbau aufzugeben. Generell hatte die Wahrung der Einheit der Demokraten für Pierce oberste Priorität, der er alles unterordnete. Aus diesem Grund ging er parteiintern rigoros gegen jegliche Kritik an der Pflanzerklasse der Südstaaten und der Sklaverei vor. Wahrscheinlich sah Pierce in der außergewöhnlichen Stärke der Demokraten und dem Fehlen einer ernsthaften politischen Konkurrenz in New Hampshire die Gefahr einer parteiinternen Zersplitterung begründet. In den 1820er Jahren war nämlich vielen Politikern klar geworden, dass ein starker Gegner den Zusammenhalt in den eigenen Reihen erhöhte. Laut Holt war die Wahrung der Parteieinheit später ein zentrales Handlungsmotiv für Pierce als Präsident, gerade weil die Demokraten die Wahlen 1852 so deutlich gewonnen hatten.
Die Wahlen zur State Legislature Anfang 1843 bescherten zwar den Demokraten nicht zuletzt dank der Kampagne von Pierce die Kontrolle über den Bundesstaat, aber wegen des Todes seines vierjährigen Sohnes Frank Robert im November an Typhus zog er sich für eine Zeit lang wieder aus der Öffentlichkeit zurück. Immer noch im Parteivorstand von New Hampshire ging er im Oktober 1844 im gesamten Bundesstaat auf Wahlkampftour für den mit ihm befreundeten Polk, der hier am Ende mit 10.000 Stimmen gewann. Im Januar 1845 bekämpfte er seinen Parteifreund Hale, der als Kongressabgeordneter für New Hampshire gegen die Aufnahme der Republik Texas, die ein Sklavenstaat war, in die amerikanische Union gestimmt hatte, obwohl die State Legislature hinter der Annexion stand. Außerdem war der Anschluss von Texas bei der Präsidentschaftswahl im Jahr zuvor die zentrale Botschaft der Demokraten gewesen. Pierce initiierte im Februar einen Sonderparteitag, dem er als Tagungspräsident vorstand. Die Versammlung beschloss, Hale für die Wahlen zum 29. Kongress der Vereinigten Staaten nicht mehr zu nominieren. Wegen dieser Causa zerstritt sich Pierce mit seinem auf Seiten Hales stehenden Kanzleipartner Fowler; mit Josiah Minot als Sozius eröffnete er eine neue Anwaltspraxis. Im September 1845 ernannte ihn der Präsident zum Attorney General für New Hampshire, ein Amt, das Funktionen eines Justizministers und Generalstaatsanwalts umfasst. Derweil gründete Hale eine eigene Parteiorganisation und konnte gemeinsam mit den Whigs eine demokratische Nachbesetzung seines freiwerdenden Sitzes im Haus verhindern, der schließlich vakant blieb. Im folgenden Jahr durchbrach dieses Bündnis die traditionelle Mehrheit der Demokraten in der State Legislature und hob den Whig Anthony Colby in das Gouverneursamt. Im Jahr 1847 führte Pierce seine Partei gegen die nun als Liberty Party antretenden Gegner wieder zum Erfolg und fuhr bei den Wahlen in New Hampshire einen Erdrutschsieg ein.

### Mexikanisch-Amerikanischer Krieg (1846–1848)

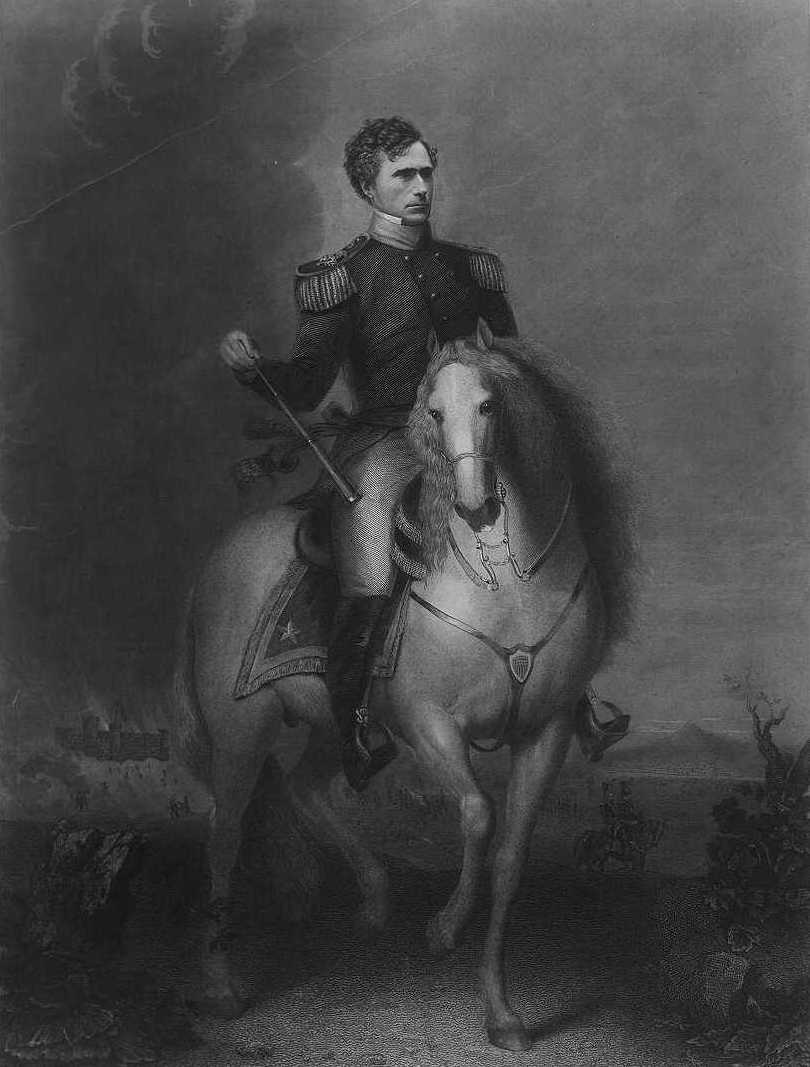
Pierce als General im Mexikanisch-Amerikanischen Krieg (Waterman Lily Ormsby, 1852)

Kurz nach Ausbruch des Mexikanisch-Amerikanischen Krieges, den vor allem Polks Appetit auf die mexikanische Provinz Oberkalifornien verursacht hatte, bat Kriegsminister William L. Marcy Gouverneur John Hardy Steele im Mai 1846 um die Aufstellung eines Infanterie-Bataillons aus New Hampshire. Zur Enttäuschung von Pierce, der die Invasion anders als die meisten Neuengländer guthieß und die Chance sah, seinen lange gehegten Wunsch nach einer glänzenden militärischen Karriere doch noch zu verwirklichen, zögerte Steele die Bitte heraus. Im August bot Polk ihm den Posten des Justizministers (United States Attorney General) in seinem Kabinett an, was Pierce jedoch ablehnte. Pierce wollte seiner Frau, die sich noch nicht vom Tode ihres zweiten Sohnes drei Jahre zuvor erholt hatte, keinen Umzug in das von ihr verachtete Washington zumuten. Gleichfalls aus Sorge um Jane war er nicht sofort nach Kriegsausbruch in einen Freiwilligenverband eingetreten. Außerdem war er der Überzeugung, dass ihm aufgrund seiner Stellung ein Kommando innerhalb der regulären Streitkräfte zustünde. Im Januar 1847 trat er schließlich in die United States Army ein, nachdem der Kongress zehn zusätzliche reguläre Regimenter genehmigt hatte, und wurde im Monat darauf zum Oberst ernannt. Pierce erhielt Order, in Neuengland ein Regiment für den Krieg zu rekrutieren. Bereits am 3. März wurde er durch einen Gesetzesbeschluss des Kongresses zum Brigadegeneral befördert. Damit einher ging das Kommando über mehrere Regimenter aus Neuengland.
Nach der Einnahme von Veracruz durch General Winfield Scott in Sorge, sich im Krieg nicht mehr auszeichnen zu können, brach Pierce Ende Mai mit seiner Truppe auf dem Seeweg nach Mexiko auf. In Veracruz, das sie am 27. Juni erreichten, musste er feststellen, dass Scott bereits in das Landesinnere aufgebrochen war. Wegen eines Fehlers des Quartiermeisters war kein Transport nach Puebla möglich, wo Scott Stellung bezogen hatte, weshalb Pierce genötigt war, bis zum 14. Juli auf das Eintreffen von Transportpferden zu warten. Der 21-tägige Marsch mit 2500 Mann durch feindliches Territorium nach Puebla wurde die größte Leistung von Pierce als militärischem Führer im Mexikanisch-Amerikanischen Krieg. Unterwegs wurden sie in sechs kleinere Gefechte verwickelt. Am 6. August stießen sie auf die Armee Scotts. Auf dem Weg nach Mexiko-Stadt geriet Pierce’ Brigade am 19. August bei La Magdalena Contreras unter gegnerisches Feuer. Er führte den Angriff seiner Einheit auf die gegnerische Stellung, aber unter Artilleriebeschuss scheute sein Pferd, so dass sich Pierce die Leiste am Sattelknauf verletzte und kurzfristig ohnmächtig wurde. Als er deswegen aus dem Sattel glitt, stolperte das Pferd und fiel ihm auf sein Knie. Wieder bei Bewusstsein gab er das Kommando an Oberst Truman B. Ransom ab. Dass er anscheinend wegen des feindlichen Beschusses ohnmächtig geworden war, brachte ihm noch auf dem Schlachtfeld den Zuruf von Oberst George W. Morgan ein, er sei ein Feigling. Andere Kameraden vermuteten hinter Pierce’ Bewusstlosigkeit eine akute Trunkenheit. Als Scott für den Abend eine Attacke auf die Truppen von General Antonio López de Santa Anna befahl, bestand Pierce darauf, seine Brigade ins Gefecht zu führen, dieses Mal zu Fuß. Bei der Annäherung an die gegnerische Stellung verlor er jedoch wieder das Bewusstsein, als er sein verletztes Knie verdrehte, und verpasste den weiteren Verlauf der Schlacht von Contreras, während seine Männer an ihm vorbeimarschierten. Während der Schlacht von Molino del Rey am 8. September beorderte ihn General William J. Worth mit seiner Brigade erst in die Gefechtslinie, als der Kampf entschieden war. Unmittelbar vor der Schlacht von Chapultepec am 12. September erlitt Pierce aufgrund von starker Diarrhoe einen Schwächeanfall, der ihn anderthalb Tage ans Bett fesselte und ihn von diesem Gefecht fernhielt.
Nach dem Fall von Mexiko-Stadt und dem Ende der Kriegshandlungen zeigte sich Pierce vom Militärleben schnell gelangweilt. Mit anderen Offizieren gründete er einen Club, der sich vor allem dem Alkoholkonsum verschrieb. Im weiteren Werdegang bedeutsame Bekanntschaften machte er mit Pierre Gustave Toutant Beauregard und den Demokraten John A. Quitman, James Shields, Caleb Cushing sowie Thomas H. Seymour. Obwohl Scott ein Whig war, hatte Pierce zu seinem Befehlshaber ein von gegenseitiger Wertschätzung geprägtes Verhältnis. Scott gewährte ihm einen Heimaturlaub, so dass Pierce am 9. Dezember die Rückreise nach New Hampshire antreten konnte, ohne sich im Kampf ausgezeichnet zu haben. Als er Ende Januar 1848 in Concord ankam, wurde er dennoch wie ein Kriegsheld willkommen geheißen. Trotzdem protokollierte er später in seinem Tagebuch eine Abscheu vor dem Krieg.

### Landespolitiker und Verfassungskonvent von New Hampshire (1848–1852)

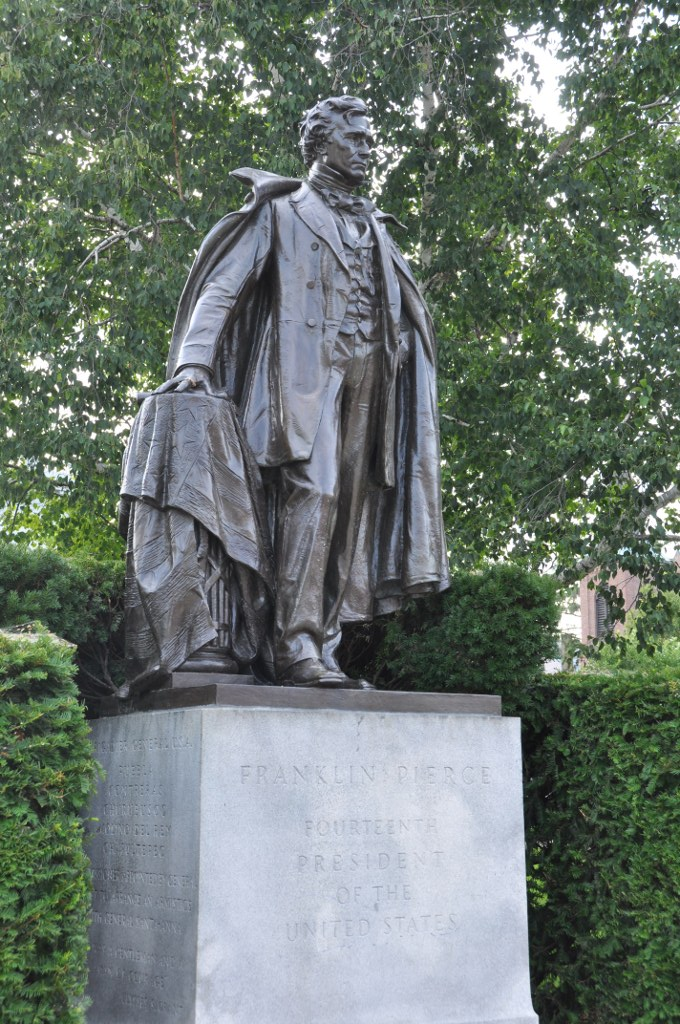
Pierce-Statue vor dem New Hampshire State House (2013)

Nachdem der Vertrag von Guadalupe Hidalgo den Krieg beendet hatte, schied Pierce im Februar 1848 aus dem Militärdienst aus. Zurück in Concord prosperierte seine Kanzlei, auf die er sich fürs Erste konzentrierte. Bei der Präsidentschaftswahl in diesem Jahr unterstützte er den gebürtigen New Hampshirer Lewis Cass, der am Ende dem Whig-Kandidaten Zachary Taylor unterlag. Allerdings gewann Cass dank der Unterstützung Pierce’ mit klarem Vorsprung seinen Heimatstaat. Im Wahlkampf hatten die Demokraten vergeblich um eine eindeutige Haltung zum Wilmot Proviso gerungen, einem im August 1846 eingebrachten Gesetzesvorschlag des Nordstaaten-Whigs David Wilmot. Gemäß diesem Antrag sollte der Ausbreitung der Sklaverei in die von Mexiko gewonnenen Gebiete ein Riegel vorgeschoben werden; später wurde das Sklavereiverbot des Proviso-Antrags von den meisten State Legislatures der Nordstaaten auf alle Bundesterritorien erweitert. Dennoch stellte sich 1848 keiner der beiden Präsidentschaftskandidaten klar hinter den Wilmot Proviso, woraufhin sich im August die Free Soil Party („Freiboden-Partei“) mit Van Buren als Spitzenkandidaten gründete. Während Pierce insgesamt politisch weniger aktiv war, um sich neben seiner Anwaltspraxis Jane und dem 1841 geborenen Sohn Benjamin zu widmen, befürworteten die Demokraten New Hampshires auf ihren Parteitagen von 1847 bis 1849 den Wilmot Proviso, vor allem um der erstarkenden Free Soil Party das Wasser abzugraben. Bald begann er, Schritt für Schritt die Parteiführung wieder an sich zu reißen.
Im November 1850 wurde Pierce zum Vorsitzenden des Verfassungskonvents von New Hampshire gewählt. Hier setzte er die Streichung eines Verfassungsartikels durch, der bis dahin Katholiken von einer Ämterlaufbahn im Bundesstaat ausschloss. Allerdings fand dieser Vorschlag im entscheidenden Referendum im März 1851 keine ausreichende Mehrheit. Im Dezember 1850 geriet er in Konflikt mit dem demokratischen Gouverneurskandidaten John Atwood, der, von der Faktion der Free Soil Party beeinflusst, für eine Aufhebung des im Rahmen des Kompromisses von 1850 verabschiedeten Sklavenfluchtgesetzes eintrat. Gemeinsam mit Parteifreunden drängte er Atwood dazu, seine Ansichten zu widerrufen. Pierce sah den Kompromiss, der im Kongress vor allem von Südstaaten-Whigs und Nordstaaten-Demokraten sowie Taylors Amtsnachfolger Millard Fillmore und Außenminister Daniel Webster durchgesetzt und als definitives Ende der Sklavenfrage verkauft worden war, als notwendig für den Erhalt der Union an, die immer mehr zwischen Sklaven- und freien Staaten zu zerreißen drohte. Als Kompensation für die Aufnahme von Kalifornien als freien Staat in die Nation und das Verbot des Sklavenhandels in Washington hatten die Südstaaten neben dem strengen Sklavenfluchtgesetz die Zusage erhalten, dass das New-Mexico- und das Utah-Territorium gemäß dem Prinzip der Volkssouveränität (popular sovereignty) selbst über die Sklaverei entscheiden durften. Für die Whigs wurde die Verabschiedung des Kompromisses von 1850 der Anfang von ihrem politischen Ende, denn in den Nordstaaten verloren sie den Großteil ihrer Anhängerschaft und somit jede Siegchance bei den kommenden Präsidentschafts- und Kongresswahlen, wie sich spätestens Mitte 1851 abzeichnete. Zwar gab es bei den Südstaaten-Demokraten viele, die im Kompromiss einen Ausverkauf ihrer Interessen sahen und zu Parteien überliefen, die die Sezession forderten, doch eine sich vor allem aus Nicht-Sklavenhaltern zusammensetzende Mehrheit lehnte diese radikale Position ab und schwenkte widerwillig auf die Linie der Nordstaaten-Demokraten ein. Um eine regionale Aufspaltung der Demokraten zu verhindern, einigten sich die Parteiführer aus Nord- und Südstaaten stillschweigend darauf, 1852 einen Präsidentschaftskandidaten aus dem Norden aufzustellen. Aufgrund der hervorragenden Siegeschancen begann die parteiinterne Konkurrenz für eine Nominierung im Rennen um das Weiße Haus bereits Ende 1850.
Als Atwood nicht die Vorwürfe der Presse dementieren wollte, er sei zum Widerruf seiner Kritik am Kompromiss von 1850 gezwungen worden, ersetzten ihn die Demokraten auf Initiative von Pierce auf einem Sonderparteitag mit Samuel Dinsmoor junior als Kandidaten für die Gouverneurswahlen. Der Streit mit Atwood flammte bis in das Jahr 1852 immer wieder auf. Wegen des gescheiterten Referendums zur Verfassungsänderung wurde die Versammlung im April 1851 wieder einberufen. Pierce drang auf einen Artikel, der Eigentum und Konfession als Voraussetzungen für ein öffentliches Amt abschaffte. Im Juni wählte der demokratische Parteitag des Bundesstaats den obersten Bundesrichter Woodbury zu ihrem Präsidentschaftskandidaten für den Nominierungsparteitag im folgenden Jahr. Im 31. Kongress der Vereinigten Staaten betrieben mit Beginn der zweiten Sitzungsperiode im Dezember Pierce’ engste Freunde – die Repräsentanten Charles H. Peaslee und Harry Hibbard sowie Senator Hannibal Hamlin – hinter den Kulissen Lobbyarbeit für ihn, nachdem Woodbury im September gestorben war. Im Januar 1852 beschloss der Landesparteitag von New Hampshire eine Resolution, die Pierce als würdigen Präsidentschaftskandidaten für die Democratic National Convention in Baltimore bezeichnete. Auch aus Rücksichtnahme auf seine aufgebrachte Frau reagierte Pierce in der Öffentlichkeit ablehnend auf diesen Beschluss, ohne eine Präsidentschaftskandidatur explizit auszuschließen. Als aussichtsreichste Kandidaten für die Nominierung galten Stephen A. Douglas, Cass und James Buchanan, während Marcy und William Orlando Butler als Außenseiter ins Rennen gingen. Das Klima zwischen den drei Hauptkonkurrenten war so vergiftet, dass fraglich war, wie einer von ihnen auf dem Parteitag die nötige Zweidrittelmehrheit erringen sollte. Daher rückten seine Unterstützer Pierce zunehmend als möglichen Kompromisskandidaten in den Fokus. Wichtige Figuren in dieser Kampagne waren Pierce’ alter Freund French und ihm nahestehende Veteranen aus dem Mexikanisch-Amerikanischen Krieg wie Gideon Johnson Pillow, Cushing und Seymour, der mittlerweile Gouverneur von Connecticut war. Ihre mit Pierce abgestimmte Strategie war, auf der Convention abzuwarten, bis sich die drei Hauptkonkurrenten gegenseitig neutralisiert hatten, und erst dann seine Nominierung als Kompromiss- beziehungsweise Überraschungskandidat (dark horse) zu forcieren. Pierce trat kurz vor dem Parteitag Zweifeln an seiner Person in den Südstaaten entgegen und versicherte den Delegierten, dass er voll hinter dem Kompromiss von 1850 und insbesondere hinter dem Sklavenfluchtgesetz stehe.

### Nominierungsparteitag und Präsidentschaftswahl 1852

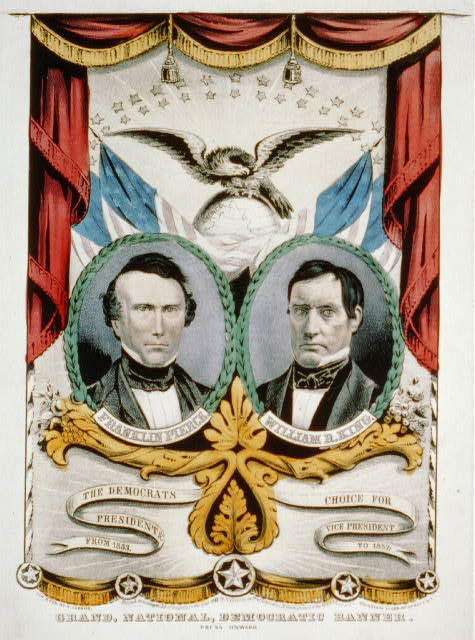
Wahlplakat der Demokraten von 1852 mit Pierce und seinem Vizepräsidentschaftskandidaten William R. King

Die Democratic National Convention startete am 1. Juni; zwei Tage später begannen die Wahlen für die Nominierung. Wie erwartet konnte bei den 33 Wahldurchgängen der ersten beiden Abstimmungstage keiner der Hauptkonkurrenten Douglas, Cass und Buchanan eine Zweidrittelmehrheit erringen. In der Nacht des 4. Juni überredeten Cushing und French den virginischen Delegationsführer Henry A. Wise von Buchanan zu Pierce zu wechseln. Sie profitierten dabei von einer Strategie des Buchanan-Lagers, die vorsah, am kommenden Tag teilweise Marcy ihre Stimme zu geben. Im 35. Wahldurchgang stimmte schließlich die Delegation Virginias für Pierce, womit sein Name erstmals im Plenum fiel. Bis zur 46. Abstimmungsrunde schlossen sich New Hampshire, Maine und Kentucky diesem Lager an und French gewann den New Yorker Senator Daniel S. Dickinson für ihre Sache. Als im 49. Wahldurchgang North Carolina aufgerufen wurde und für Pierce votierte, löste dies eine Kettenreaktion aus, so dass er am Ende mit 282:6 Stimmen von der Convention zu ihrem Präsidentschaftskandidaten nominiert wurde. Als sein Running Mate („Mitkandidat“) für das Amt des Vizepräsidenten wurde der Südstaatler William R. King auserkoren. Das danach verabschiedete Wahlprogramm hatte das Bekenntnis zum Kompromiss von 1850 und insbesondere zum Sklavenfluchtgesetz als zentrale Botschaft. Pierce, der nicht auf der Convention zugegen war, erfuhr von seiner Nominierung während einer Ausfahrt mit seiner Frau durch einen berittenen Boten. Er reagierte fassungslos auf die Nachricht, Jane hingegen wurde ohnmächtig.
Nach dem Parteitag stellten sich die Demokraten landesweit hinter Pierce, auch seine Konkurrenten auf der National Convention. Ein großer Teil der Südstaaten-Demokraten, die den Kompromiss abgelehnt hatten, schätzten seine kompromisslose Haltung zum Sklavenfluchtgesetz. Die Faktion der Young Americans („Junge Amerikaner“), die ursprünglich den jugendlichen Douglas unterstützt hatte, konnte sich mit Pierce identifizieren und sah in ihm den Repräsentanten für einen Generationenwechsel in der politischen Führung. Die Whig-Presse hingegen griff ihn als einen „obskuren und unbekannten“ Kandidaten an, der sich vollständig den Interessen der Südstaaten verschrieben habe. Obwohl Pierce auf dem Verfassungskonvent 1850/51 für die später beim Referendum gescheiterte Öffnung der Ämterlaufbahn für Katholiken eingetreten war, warfen ihm diese Blätter wahrheitswidrig Antikatholizismus vor. Allerdings zeigten sich die Whigs nur in ihrer Ablehnung von Pierce einig und blieben weiterhin entlang der Mason-Dixon-Linie zerstritten. Nachdem Scott im Juli auf der Whig National Convention nominiert worden war, sprachen sich etliche Kongressabgeordnete der Südstaaten-Whigs gegen ihn aus, weil er sich nie eindeutig zum Kompromiss von 1850 bekannt hatte. Sie konnten ihre Chancen auf das Weiße Haus auch nicht verbessern, indem sie Pierce persönlich angriffen und ihn als Trinker und vor dem Hintergrund seiner Vita im Mexikanisch-Amerikanischen Krieg als Feigling schmähten. Zum Nachteil gereichte den Whigs zudem, dass sich ihr Wahlprogramm kaum von dem der Demokraten unterschied. Die Bevölkerung war in der Mehrzahl von keinem der beiden Kandidaten begeistert, so dass die Wahlbeteiligung sehr gering ausfiel und erst in den 1920er Jahren unterboten wurde. Insbesondere frühere Whigwähler blieben der Abstimmung fern.

Ergebnisse der Präsidentschaftswahl 1852 nach Bundesstaat (siehe Farblegende) sowie Stimmverteilung bei Popular Vote und im Electoral College (siehe Kreisdiagramme)

Weil Pierce landesweit kaum bekannt war, wurden nach seiner Nominierung neben der Biographie seines Schulfreunds Hawthorne noch drei weitere für die Wahlkampagne verfasst. Andererseits kam Pierce seine magere politische Bilanz zugute, weil er so wenig Angriffsfläche bot. Er siegte bei der Wahl am 2. November 1852 mit 50,8 Prozent der Stimmen deutlich vor Scott, der 43,9 Prozent der Wähler für sich gewann. Auf die Free Soil Party mit ihrem Spitzenkandidaten John P. Hale entfielen fünf Prozent. Weil Pierce in allen Staaten bis auf vier eine Mehrheit verbuchte, fiel sein Triumph im entscheidenden Electoral College mit 254 gegen 42 noch deutlicher aus und war der überlegenste seit James Monroes Sieg 1820. Die Wahlschlappe sowie die anhaltende Zerstrittenheit in der Sklavereifrage ließ die Whig Party binnen weniger Jahre auseinanderbrechen. Ehemalige Whig-Politiker und Gegner der Sklaverei wie Abraham Lincoln formierten sich ab 1854 in der Republikanischen Partei, Befürworter traten zu den Demokraten über. Andere, wie der scheidende Präsident Fillmore, schlossen sich der kurzlebigen Know-Nothing Party („Nichtswisser-Partei“) an. Die hauptsächliche Wahlauseinandersetzung wurde fortan zwischen Demokraten und Republikanern geführt. Außer dem Weißen Haus gewannen die Demokraten 1852 auch den 33. Kongress mit deutlicher Mehrheit. Trotz des Triumphes machten sich einige wegen des Wegfalls der Whigs als ernstzunehmende Konkurrenz Sorgen um die Einheit der Demokraten, so zum Beispiel der spätere Präsident Andrew Johnson. Pierce teilte diese Einschätzung und machte den Zusammenhalt der Partei zur Top-Priorität seiner Präsidentschaft, zumal es im Zuge des Kompromisses von 1850 bereits Abspaltungen von den Demokraten gegeben hatte. Neben der Free Soil Party im Norden waren Fälle dieser Art unter umgekehrten politischen Vorzeichen vor allem in Georgia, Alabama und Mississippi zu beobachten gewesen.

### Gewählter Präsident (1852–1853)
Nach seiner Wahl ging Pierce als erstes daran, die Parteiführer an sich zu binden, von denen die meisten auf der National Convention ursprünglich einen anderen Kandidaten präferiert hatten. Bei der Kabinettsauswahl entschied er sich dafür, keine demokratischen Ex-Minister aus der Präsidentschaft Polks zu berücksichtigen. Gegen den Rat Buchanans strebte er eine Besetzung der Spitzenämter mit Mitgliedern aus allen Partei-Faktionen an, auch wenn es sich um frühere Gegner des Kompromisses von 1850 handelte. Ein erstes Personaltableau mit dem Free Soiler John Adams Dix und dem radikalen virginischen States’ Rights-Vertreter Robert Mercer Taliaferro Hunter als Antipoden scheiterte am Widerstand der Südstaaten. Diese verhinderten auch Pierce’ Versuch, Dix als Kompensation zum Botschafter in Frankreich zu ernennen. Danach dachte er an Cushing und Jefferson Davis als ausbalanciertes Grundgerüst für sein Kabinett. Cushing hatte bei den Demokraten in Massachusetts, die mit der Free Soil Party kooperierten, mit der Befürwortung des Kompromisses von 1850 eine Minderheitenposition vertreten, während Davis im Senat die Anti-Kompromiss-Faktion angeführt hatte und mit einem States’ Rights-Programm in den Wahlkampf um den Gouverneur von Mississippi gegangen war. Pierce erhielt von Cushing rasch eine Zusage und setzte ihn als Justizminister ein; mit Davis sprach er erst unmittelbar nach der Amtseinführung.
Noch als gewählter Präsident (president-elect) musste Pierce am 6. Januar 1853 einen schweren persönlichen Verlust hinnehmen. Auf dem Rückweg von der Beerdigung eines Onkels von Jane in Boston nach Concord entgleiste der Zug kurz hinter Andover, Massachusetts. Bei diesem Eisenbahnunfall stürzte der Waggon mehrere Meter den Fahrdamm hinab und kam auf dem Dach zum Liegen. Er und seine Gattin erlitten nur schwere Prellungen, aber beide mussten mitansehen, wie mit dem elfjährigen Benjamin der letzte ihnen noch verbliebene Sohn als einziger Fahrgast durch die Abtrennung des Hinterkopfes tödlich verletzt worden war. Seine Frau zeigte bis zu ihrem Lebensende eine mit Krankheit verbundene schwere Trauerreaktion und kapselte sich ab. Weder besuchte sie die Beerdigung Benjamins, noch war sie bei der Amtseinführung ihres Mannes zugegen. Im Weißen Haus lebte sie bis Ende 1854 zurückgezogen, so dass bei Veranstaltungen ihre Tante Abigail Atherton Kent Means die Funktion der gastgebenden First Lady wahrnahm. Bei seiner Ankunft in Washington am 21. Februar verließ Pierce den Zug hinten, um dem Empfangskomitee samt Bürgermeister zu entgehen. Finkelman kommt zu dem Schluss, dass der Tod des Sohns und die lang andauernde tiefe Trauer seiner Frau Pierce’ Funktionsfähigkeit als Präsident eingeschränkt habe.
Der trauernde und verletzte Pierce setzte die Kabinettsauswahl erst Ende Februar fort. Entgegen seiner ursprünglichen Absicht und auf Druck von Buchanan und anderen Parteigranden bestimmte er mit dem New Yorker Marcy doch einen Ex-Minister Polks zum Ressortleiter des State Departments. Dieser gehörte in seinem Bundesstaat der sogenannten Soft-Shell-Faktion („Weichschalen-Faktion“) an, die im Unterschied zur von Dickinson geführten Hard-Shell-Faktion („Hartschalen-Faktion“) für eine Reintegration der abtrünnigen Free Soiler in die Partei eintrat. Als Zugeständnis an Cass ernannte er dessen Verbündeten Robert McClelland aus Michigan zum Innenminister, während er Buchanan mit der Berücksichtigung von James Campbell aus Pennsylvania als Postminister entgegenkam. Der zum Marineminister ernannte James C. Dobbin hatte als Delegationsleiter von North Carolina wesentlich zum Sieg von Pierce auf dem Nominierungsparteitag beigetragen, stand dem Kompromiss von 1850 aber kritisch gegenüber. Bei der Auswahl des Geschäftsmanns James Guthrie aus Kentucky für das Finanzministerium folgte Pierce den Ratschlägen seines Umfelds, denn dieser war ihm völlig unbekannt. Insgesamt erwies sich dieses sorgfältig nach Regionen ausbalancierte Kabinett als eines der effektivsten in den Vereinigten Staaten des 19. Jahrhunderts. Während Pierce’ Präsidentschaft wurde es kein einziges Mal umgebildet. Damit ist er bis heute der einzige Präsident, der mindestens eine komplette Amtszeit von vier Jahren regierte, ohne auch nur einen Minister ausgetauscht zu haben. Um Douglas entgegenzukommen, dessen Lager im Kabinett keine Berücksichtigung gefunden hatte, berief er dessen Anhänger in einige Ämter unterhalb der Ministerebene, womit er in der Partei für erhebliche Unruhe sorgte. Neben einer effizienteren und „ehrlicheren“ Amtsführung im Vergleich zu Taylor und Fillmore setzte Pierce ganz im Sinne der Young Americans eine aggressivere Außenpolitik auf die Agenda.

## Präsidentschaft (1853–1857)

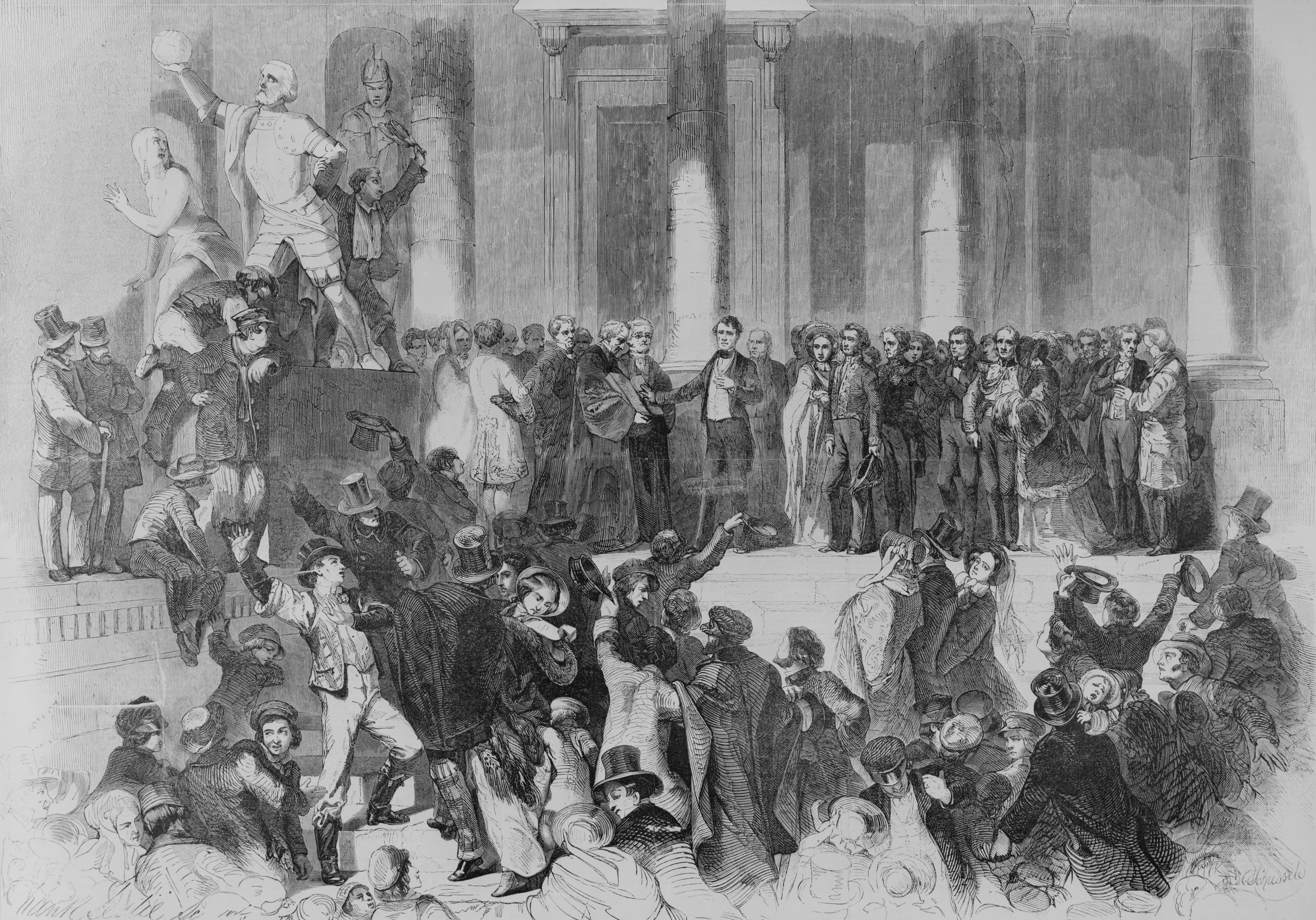
Amtseinführung von Pierce am östlichen Portikus des Kapitols (The Illustrated News, 1853)

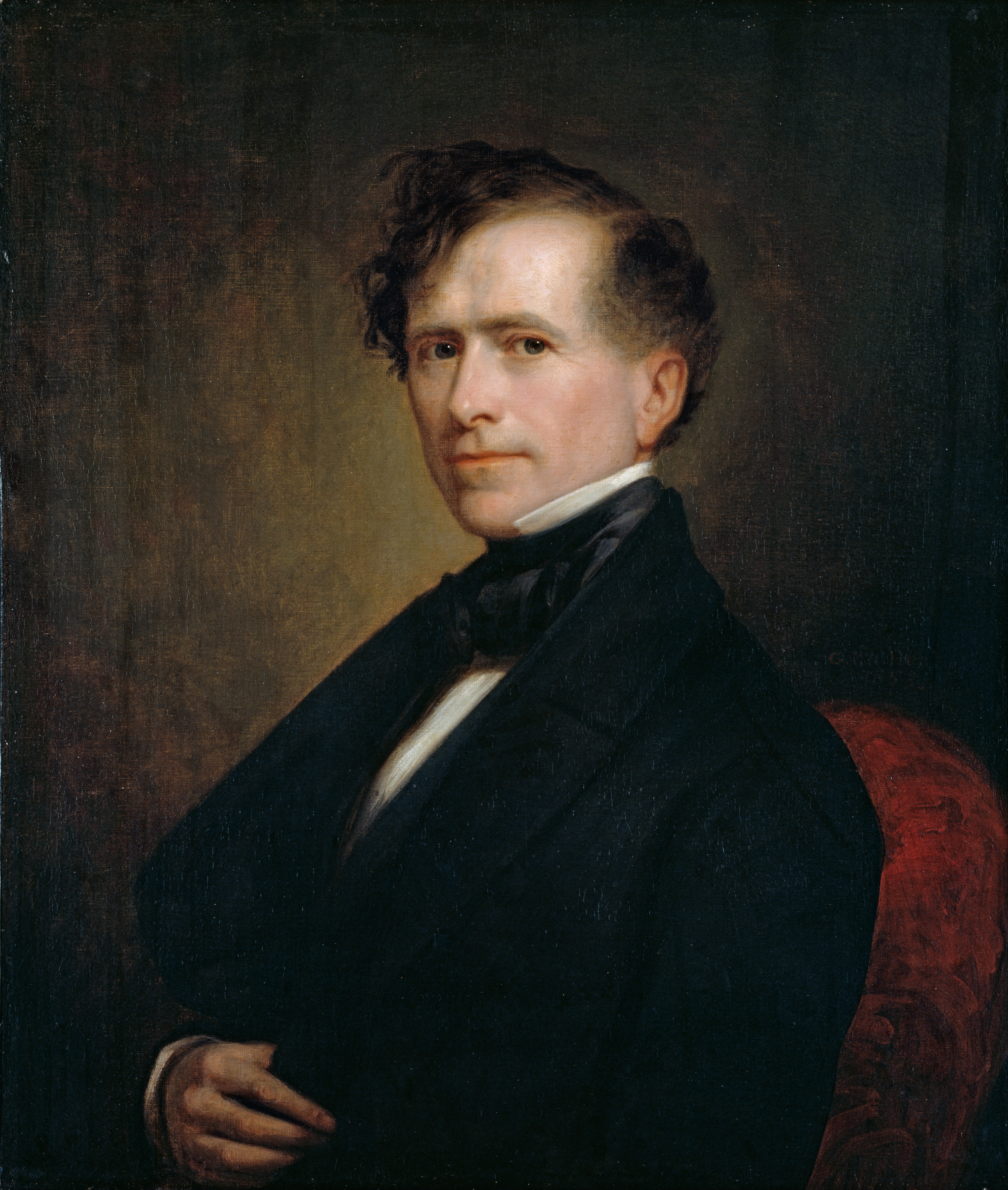
Offizielles Porträt im Weißen Haus

Pierce’ Amtseinführung zum Präsidenten fand am 4. März 1853 statt. Den Amtseid nahm ihn der oberste Bundesrichter Roger B. Taney ab. Seine sorgfältig vorbereitete Antrittsrede hielt er zum Erstaunen des Publikums komplett frei. Pierce sagte eine gewissenhafte Amtsführung mit wortgetreuer Auslegung der Verfassung (strict constructionism) zu und versprach, einer zentralistischen Machtkonzentration im District of Columbia einen Riegel vorzuschieben. Ferner bekräftigte er die Bedeutung freundschaftlicher Beziehungen zu den anderen Nationen des amerikanischen Kontinents. In diesem Zusammenhang kündigte er die Durchsetzung der Neutralitätsgesetze von 1794 (Neutrality Act of 1794) an, die jedem Bürger kriegerische Handlungen gegenüber Ländern untersagten, die mit Washington im Frieden sind. Ferner bekräftigte Pierce die Gültigkeit der Monroe-Doktrin, die sich gegen europäische Kolonialbestrebungen in der westlichen Hemisphäre richtete. Als Signal an die Young Americans versicherte er, ein territoriales Ausgreifen der Vereinigten Staaten über ihren eigentlichen Hoheitsbereich hinaus nicht von „ängstlichen Vorahnungen über das Unheil einer Expansion“ beherrschen zu lassen. Eine Gegend, die Pierce hier im Sinn hatte, war das nördliche Mexiko südlich des New-Mexico-Territoriums. Für die Südroute der geplanten transkontinentalen Eisenbahn zur Pazifikküste wurde diese Region als unverzichtbar angesehen. Außerdem sprach er sich für einen von hohen Zöllen befreiten Welthandel sowie Modernisierung und Aufwuchs der Streitkräfte aus, obwohl sich keinerlei militärische Bedrohung abzeichnete. Zum Abschluss der Rede betonte Pierce, dass die Verfassung den Einzelstaaten das Recht auf Sklaverei zubillige und er mit aller Kraft für die Durchsetzung des Sklavenfluchtgesetzes sorgen werde. Er hoffe, dass mit dem Kompromiss von 1850 die Sklavenfrage geklärt sei. Weil Pierce noch in Trauer um seinen Sohn war, verzichtete er auf den traditionellen Ball zur Amtseinführung und ließ stattdessen im Weißen Haus einen kleinen Empfang ausrichten.
Tatsächlich zeigte sich Pierce’ Antrittsrede als eine sehr genaue Blaupause für seine spätere Politik. So legte er zum Verdruss vieler Parteifreunde gegen etliche vom Kongress verabschiedete Gesetze sein Veto ein, weil er sie für nicht verfassungsgemäß hielt. Dies betraf nicht nur öffentliche Bauprojekte im Verkehrswesen, sondern auch eine auf Dorothea Lynde Dix zurückgehende Gesundheitsreform, die Bundesmittel zur Pflege und Unterbringung von Bedürftigen mit psychischen Störungen vorsah. Beim Versuch, die Neutralitätsgesetze durchzusetzen, verzeichnete Pierce gemischte Resultate. Zwar konnte er einige Filibuster-Expeditionen Richtung Kuba aufhalten, hatte damit aber bei William Walkers Ausfahrt nach Nicaragua keinen Erfolg. Pierce, der sich trotz seiner überschaubaren militärischen Bilanz in der Rolle als General gefiel, wandte zu Anfang der Präsidentschaft der Verteidigungspolitik viel Aufmerksamkeit zu und beauftragte Kriegsminister Davis und Robert Edward Lee als Leiter von West Point mit der Umstrukturierung der Streitkräfte.
Vizepräsident King starb nur wenige Wochen nach der Wahl Mitte April 1853. Sein Amt blieb bis zum Ende von Pierce’ Amtszeit im März 1857 unbesetzt, weil vor dem 25. Verfassungszusatz von 1967 für dieses Amt kein Nachrücker vorgesehen war. Zwischen der Nominierung und Wahl hatten Pierce und King kaum miteinander kommuniziert, weshalb laut Holt von einem nur geringen Einfluss des Vizepräsidenten im Weißen Haus ausgegangen werden kann, sollte er länger gelebt haben. Der nächste in der potenziellen Amtsnachfolge für das Weiße Haus war nach diesem Todesfall der Präsident pro tempore des Senats der Vereinigten Staaten Senator David Rice Atchison. Als eine seiner ersten Amtshandlungen ernannte Pierce John Archibald Campbell aus Alabama zum Richter am Obersten Gerichtshof. Sein Vorgehen in dieser Sache war ungewöhnlich, denn er entschied die Personalie auf Grundlage der Empfehlungen der zwei amtierenden obersten Bundesrichter John Catron und Benjamin Robbins Curtis.

### Außenpolitik
Während der bis Dezember 1853 dauernden Sitzungspause des Kongresses konzentrierte sich der Präsident vor allem auf die Außenpolitik. Die meiste Zeit hierbei nahm die Stellenbesetzung des diplomatischen Corps in Anspruch. Wie auch bei der Kabinettsauswahl ging es Pierce vor allem bei den bedeutenden Botschaften darum, die Faktionen und Regionen der Partei gegeneinander auszubalancieren. Eine laut Holt besonders „einfallsreiche“ Besetzung stellte der Deutschamerikaner und spätere Parteiführer August Belmont dar, den Pierce nach Den Haag entsandte. Als die wichtigsten auswärtigen Beziehungen betrachtete er bei seinem Amtsantritt diejenigen zu Mexiko, dem Vereinigten Königreich und Spanien. Pierce strebte Freihandelsabkommen nicht nur mit der Provinz Kanada und Großbritannien, sondern auch mit Brasilien, Argentinien und Paraguay an. Außerdem bemühte er sich um den Kauf Alaskas.

#### Gadsden-Kauf

Gebietsabtretungen Mexikos im Vertrag von Guadalupe Hidalgo (rot) und Gadsden-Kauf (gelb)

Zum Aushandeln des Verkaufs von Territorium für den Bau der transkontinentalen Südroute mit Mexiko entsandte Pierce den Eisenbahnunternehmer James Gadsden. Dieser sollte in Mexiko-Stadt gleichfalls die Streichung einer Bestimmung aus dem Vertrag von Guadalupe Hidalgo erreichen, die die United States Army dazu verpflichtete, Raubzüge von Indianern aus dem New-Mexico-Territorium in das Nachbarland zu unterbinden. Als Gadsden berichtete, dass Präsident Santa Anna dringend auf Devisen angewiesen war, genehmigte das Weiße Haus eine Angebotssumme von bis zu 50 Mio. US-Dollar für den Aufkauf eines Großteils von Nordmexiko einschließlich Niederkaliforniens. Zur Enttäuschung von Pierce handelte Gadsden am Ende nur den Erwerb eines wesentlich kleineren Territoriums für 15 Mio. US-Dollar (2025: ca. 580.000.000 US-Dollar) aus. Im weiteren legislativen Prozess verkleinerte der Senat das Gebiet noch weiter, bis er den Gadsden-Kauf im Frühjahr 1854 genehmigte. Abgesehen vom Kauf Alaskas 1867 war mit diesem Erwerb die Expansion des kontinentalen Territoriums der Vereinigten Staaten abgeschlossen.

#### Konflikte mit dem Vereinigten Königreich
Von höherer Priorität als der Gadsden-Kauf war für Pierce die Beruhigung der angespannten Beziehungen zu London, weshalb er viel Mühe darauf verwendete, Buchanan als Botschafter in Großbritannien zu gewinnen. Der Konflikt mit dem Vereinigten Königreich zeigte sich an zwei Schauplätzen, wobei sich die jeweiligen Problematiken zunehmend miteinander verwoben. Zum einen ging es um den Zugang zu den Fischgründen vor Neufundland und Nova Scotia für die neuenglische Fischereiflotte, den Pierce mit einem Handelsabkommen mit der britischen Kolonie Kanada zu erreichen hoffte, zum anderen warf Washington dem Königreich die Verletzung des Clayton-Bulwer-Vertrags von 1850 vor. In diesem Vertrag hatten beide Parteien zugesichert, keine exklusive Kontrolle über einen zukünftigen Verbindungskanal zwischen Pazifik und Atlantik im Isthmus von Panama auszuüben oder ihn militärisch zu befestigen. Außerdem hatten London und Washington versichert, keine Interventionen oder Koloniegründungen in Zentralamerika durchzuführen. Das Vereinigte Königreich berief sich bei den fraglichen Stützpunkten in dieser Region darauf, dass diese bereits vor dem Clayton-Bulwer-Vertrag bestanden hätten. Pierce ließ nun Marcy bezüglich der Fischereirechte mit dem britischen Botschafter verhandeln, während Buchanan hinsichtlich der Konfliktfelder in Zentralamerika in London vorsprach.
Im Sommer 1853 machten Marcy und der britische Botschafter Jon Crampton gute Fortschritte auf dem Weg zu einem Fischerei- und Handelsabkommen. Die Forderung Londons nach Zollfreiheit für kanadische Kohle wurde jedoch von Industriellen insbesondere aus Pennsylvania bekämpft. Was die Ratifizierung des Vertrags bis Frühling 1854 verzögerte, war außerdem die Tatsache, dass alle Provinzparlamente Kanadas zustimmen mussten. Um dies mit politischer Werbung vor Ort zu beschleunigen, engagierte Pierce den amerikanischen Geschäftsmann Israel Andrews. Wahrscheinlich nutzte dieser die ihm zur Verfügung gestellten Mittel einfach dazu, Abgeordnete zu bestechen. Buchanan, der erst im Herbst 1853 in London eintraf, hatte mit seiner Aufgabe weniger Erfolg, nicht zuletzt weil mit George Sanders und Daniel E. Sickles zwei hochrangige Botschaftsangehörige zur Faktion der Young Americans gehörten und seine Arbeit behinderten. Für weitere Spannungen in den britisch-amerikanischen Beziehungen sorgte außerdem der Krimkrieg. Zwar führte der Wegfall von Russland als wichtigstem Getreidelieferanten Großbritanniens zu Rekordgewinnen bei amerikanischen Farmern, die als Exporteur einsprangen, aber mehrere britische Konsulate in den Vereinigten Staaten hatten versucht, amerikanische Staatsbürger für ihre Streitkräfte anzuwerben. Das Weiße Haus reagierte mit der Ausweisung der betreffenden drei Konsuln und Cramptons, ohne dass London – wie von der Administration erwartet – zur Vergeltung Buchanan des Landes verwies.
Im Juli 1854 eskalierten die Spannungen zwischen London und Washington in Mittelamerika in der britischen Kolonie Greytown. Nachdem dort ein Brite den Anwalt eines amerikanischen Kapitäns verletzt hatte, ließ Pierce das Kriegsschiff Cyane dorthin auslaufen. Der Kommandant forderte von der Stadt eine Entschuldigung sowie eine Entschädigung in Höhe von 24.000 Dollar. Als beides ausblieb, befahl Kapitän Hollins die Bombardierung des Orts. Obwohl das militärische Vorgehen sowohl in der amerikanischen Öffentlichkeit als auch international scharf kritisiert wurde, verteidigte der Präsident im Dezember 1854 vor dem Kongress in der State of the Union Address („Ansprache zur Lage der Union“) das Vorgehen. Pierce maß den angespannten Beziehungen zu London insgesamt so hohe Bedeutung zu, dass er seine dritte Ansprache zur Lage der Union im nächsten Jahr größtenteils dieser Angelegenheit widmete. Als die umkämpfte Wahl des Sprechers des Repräsentantenhauses den Termin immer weiter nach hinten verschob, ging der Präsident den unüblichen und stark kritisierten Weg, die Rede Ende Dezember 1855 an den Senat zu schicken, bevor sich das Haus organisiert hatte.
Im Mai 1855 brach der Filibuster Walker von San Francisco mit einem Truppenkontingent nach Nicaragua auf und griff mit finanzieller Unterstützung des Eisenbahnunternehmers Cornelius Vanderbilt siegreich in den dortigen Bürgerkrieg ein. Laut dem Historiker James M. McPherson hatten die amerikanischen Behörden Walkers Abfahrt trotz der Neutralitätsgesetze nicht verhindert, weil der Filibuster auf Seiten der antibritischen Rebellen kämpfte. Walker bildete eine Marionettenregierung, die Pierce trotz der Warnung seines Außenministers im Mai 1856 anerkannte. Als sich Walker im Juli 1856 selbst zum Präsidenten kürte und gegen Vanderbilt wandte, entzog ihm Washington jedoch wieder die Anerkennung. In der Hoffnung auf Unterstützung durch die Südstaaten führte Walker im September 1856 wieder die Sklaverei ein, ohne jedoch seine Niederlage gegen eine Koalition mittelamerikanischer Staaten abwenden zu können. Im Mai 1857 stellte er sich mit seinen Männern einem Kommandanten der United States Navy, der ihn nach New Orleans zurückbrachte. Aufgrund dieser Ereignisse befürchtete London, dass die Vereinigten Staaten eine Expansion nach Mittelamerika vorbereiteten, zumal vor Walker bereits der Filibuster Henry Kinney in Nicaragua aktiv gewesen war, der Ländereien des von ihm beanspruchten Territoriums an hochrangige Mitglieder der Pierce-Administration verkauft hatte.

#### Kuba
Noch prekärer als die Beziehungen zu Mexiko oder Großbritannien waren diejenigen zu Spanien, was in Pierce’ Ambitionen Richtung Kuba begründet lag. Zum einen war die Annexion Kubas schon seit Jahrzehnten ein Wunsch vieler Politiker in den Vereinigten Staaten, zum anderen fürchtete Washington eine Übereignung der Insel an Paris oder London. Insbesondere die Pflanzeraristokratie in den Südstaaten erhofften sich durch einen auf Zuckerrohrplantagen bauenden neuen Sklavenstaat in der Union wirtschaftliche Gewinne und eine günstigere Machtbalance in Senat und Repräsentantenhaus. Allerdings hatte Madrid in der Vergangenheit bereits ein Kaufangebot vom damaligen Präsidenten Polk abgelehnt und seine Haltung seitdem nicht geändert. Weder Pierce noch Marcy hatten eine Idee, wie sie Spanien dennoch überzeugen konnten. Gerade in dieser Causa tätigte Pierce den verheerendsten Fehlgriff in der Besetzung des diplomatischen Corps, indem er Pierre Soulé mit der Mission in Madrid betraute. Soulé, ein französischer Emigrant und erbitterter Gegner des Kompromisses von 1850, wurde unmittelbar nach seiner Einführung als Botschafter zur Persona non grata in der Hauptstadt. Dafür sorgte unter anderem ein Duell mit dem Botschafter Frankreichs. Ende 1853 verschärften sich die Spannungen zwischen Washington und Madrid, als der neue Gouverneur von Kuba ein Ende der Sklaverei auf den Plantagen ankündigte. Die Südstaaten fürchteten daraufhin, dass in ihrer Nähe ein neues Haiti Gestalt annehmen könnte.
Im Februar 1854 beschlagnahmten schließlich die spanischen Kolonialbehörden in Havanna das amerikanische Handelsschiff Black Warrior und inhaftierten dessen Kapitän. Forderungen des Weißen Hauses und vom State Department nach einer Entschädigung von 300.000 US-Dollar (2025: ca. 13.000.000 US-Dollar) an die Eigner ignorierte Madrid, sondern kassierte von diesen eine Strafgebühr für die Freilassung ihres Kapitäns. Mitte März bat Pierce den Kongress in einer kriegerischen Botschaft um die Gewährung von Bundesmitteln, um die Rechte der Vereinigten Staaten zu wahren. Während der Senat bis zum Sommer 10 Mio. US-Dollar bewilligte, schien das Weiße Haus eine Filibuster-Expedition des früheren Gouverneurs von Mississippi Quitman Richtung Kuba zu dulden. Im Mai schob Pierce dem jedoch einen Riegel vor und wies die Behörden in New Orleans an, das Auslaufen von Quitmans Flotte zu verhindern. Im folgenden Monat ließ Washington von weiteren Maßnahmen in der Black-Warrior-Affäre ab und lotete, nachdem es durch Belmont vom bevorstehenden Staatsbankrott Spaniens erfahren hatte, vergeblich einen Kauf Kubas mit einem höheren Angebot aus.
Im August 1854 entsandte Pierce den aus London zurückgekehrten Sickles mit der Order nach Europa, dass Soulé, Buchanan und John Y. Mason, der Botschafter in Frankreich, eine Tagung abhalten sollten, um über eine Strategie zum Erwerb Kubas zu beraten. Weil Soulé mittlerweile aus Spanien ausgewiesen worden war und auch in Frankreich bereits negativ Aufmerksamkeit erregt hatte, fand ihr Treffen schließlich in Ostende in Belgien statt. Pierce’ moderner Biograph und größter Verteidiger Peter A. Wallner macht geltend, dass die Tagung vom Präsidenten ursprünglich nur zum Entwurf eines internen Positionspapiers für den Außenminister anberaumt worden sei. Ihr als Ostende-Manifest berüchtigt gewordenes und am 15. Oktober signiertes Geheimdokument empfahl die gewaltsame Annexion Kubas, sollte Madrid nicht zum Verkauf seiner Kolonie bereit sein und ihre politische Instabilität eine Bedrohung der Vereinigten Staaten darstellen. Genauso habe jemand das Recht, das brennende Haus seines Nachbarn einzureißen, wenn dessen Flammen das eigene bedrohten, argumentierten die Autoren. Ferner warnten sie vor den Gefahren für die Vereinigten Staaten, sollte es in Kuba zu einer Emanzipation der Sklaven kommen. Im Falle einer Revolution gegen die spanische Kolonialherrschaft könne niemand verhindern, dass gleichgesinnte Bürger aus den Vereinigten Staaten den Kubanern zur Hilfe eilten. Insgesamt bot das Ostende-Manifest keine neuen Politikansätze Richtung Madrid oder Havanna, weshalb es von Pierce und Marcy weitgehend ignoriert wurde. Pierce ließ Soulé ausrichten, dass er alle Handlungen ablehnte, die die friedlichen Beziehungen zu Madrid gefährdeten.
Ende 1854 erhielt Spanien eine neue Regierung und die Beziehungen zu Washington besserten sich. Madrid löste den Militärgouverneur ab, der die Black-Warrior beschlagnahmt hatte, und ließ die Pläne zur Sklavenbefreiung in Kuba fallen. Als das Ostende-Manifest trotz der vereinbarten Vertraulichkeit im März 1855 an die Öffentlichkeit geriet, wurde es vor allem im Norden scharf verurteilt. Die oppositionelle Presse griff es als einen Versuch an, die Annexion Kubas zur Bereicherung der Sklavenhalter in den Südstaaten vorzubereiten. Die Pierce-Administration bot für solche Angriffe ein leichtes Zeil, weil sie bei den Midterm elections („Halbzeitwahlen“) zum 34. Kongress eine krachende Niederlage erlitten hatte.

### Innenpolitik

#### Ämterpatronage
Pierce’ Versuche über Ämterpatronage die widerstreitenden Parteiflügel und regionalen Interessen auszugleichen, führten dazu, dass er über Gebühr mit Sezessionisten aus dem Süden und Free Soilers aus dem Norden Demokraten mit Posten versorgte, die den Kompromiss von 1850 abgelehnt hatten. Schon früh während seiner Amtszeit wurde daran Kritik laut, zumal sich in fast jedem Bundesstaat eine lokale Faktion bei der Postenvergabe zurückgesetzt fühlte. Die neugewählten Abgeordneten und Senatoren des Kongresses aus den Südstaaten gehörten fast alle zur Anti-Kompromiss-Faktion und störten sich an Pierce’ vorgeblicher Bevorzugung von Free Soilers, weshalb sie ihre Zustimmung zu diesen Personalien im Senat an Zugeständnisse knüpfen wollten. Die Minderheit der Kompromissbefürworter aus dem Süden hingegen zeigte sich entsetzt, dass Pierce mit Davis und Soulé ihre Gegner in Spitzenpositionen gehievt hatte. Schon Mitte 1853 wurden Berichte laut, dass diese Faktion der Südstaaten-Demokraten gemeinsam mit den Whigs eine Union Party gründen wollte, was bei Ex-Präsident Fillmore Hoffnungen auf eine Wiederwahl 1856 weckte.
Das Dilemma für Pierce bei der Ämterpatronage zeigte sich besonders deutlich in New York, wo die Demokraten mit Soft-Shells, Hard-Shells und Free Soiler in drei Faktionen aufgespalten waren. Er reagierte darauf, indem er die dortigen Bundesstellen möglichst gleich zwischen den drei Gruppen aufteilte. Mit dem Leiter des Zollamts von New York City war in diesem Staat das einträglichste Amt im Öffentlichen Dienst überhaupt zu vergeben. Pierce betraute den Hard-Shell Greene C. Bronson mit dieser Position unter der Maßgabe, dass er die von ihm zu besetzenden mehr als tausend Stellen gerecht unter den drei Faktionen aufteilte, woran sich Bronson in der Folge jedoch nicht gebunden fühlte. Der innerparteiliche Hader in New York loderte auf und führte dazu, dass bei den State Legislature-Wahlen 1853 der Bundesstaat als einer von nur zwei im Norden an die Whigs ging. Pierce verlor daraufhin die Geduld und gab Guthrie Order zur Entlassung von Bronson. Die Hard-Shells suchten nun im Senat gemeinsam mit der Anti-Kompromiss-Faktion die Stellenbesetzungen des Präsidenten zu torpedieren. Bis zum Herbst 1853 kamen viele Demokraten zu der Überzeugung, dass ihre Partei kurz vor der Auflösung stand. Anders als Douglas zeigte sich Pierce unbesorgt und ging in seiner ersten Ansprache zur Lage der Union im Dezember 1853 auf Innenpolitisches so gut wie gar nicht ein. Er bat lediglich um die Senkung des Walker Tariff von 1846, einem bereits ohnehin niedrigen Zolltarif, was vom Kongress aber in der Folge ignoriert wurde. Die Chance, die Partei hinter dem sehr populären Bauprojekt der transkontinentalen Eisenbahn wieder zu vereinigen, nahm er nicht wahr, sondern bekräftigte in der State of the Union Address, dass die Verfassung Bundesmittel für dieses Vorhaben ausschließe.

#### Kansas-Nebraska Act

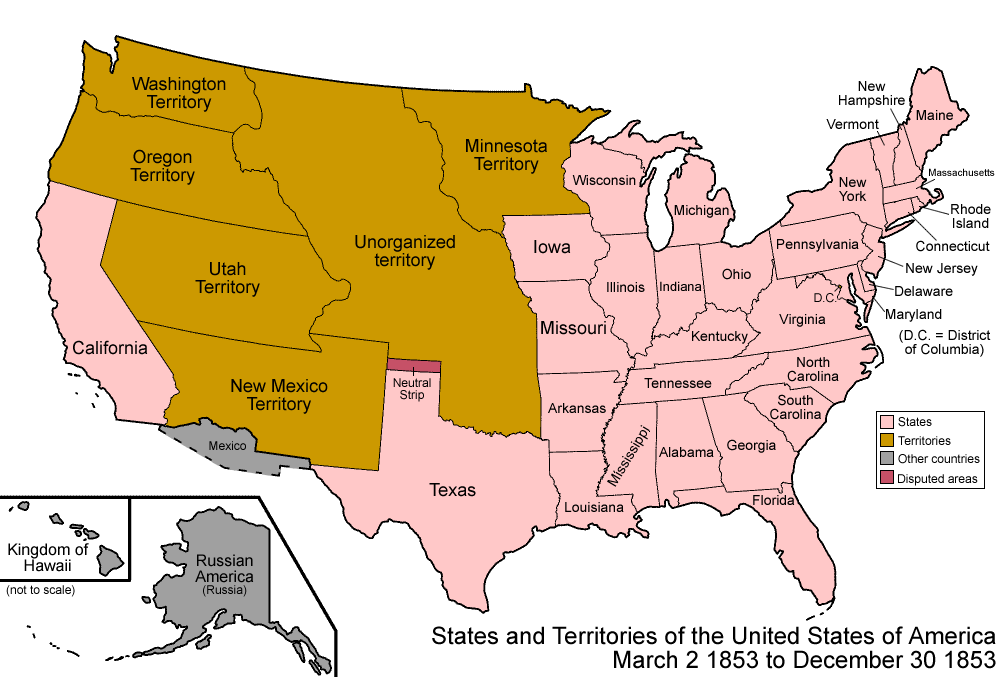
Bundesstaaten und -territorien im Dezember 1853

Seit den frühen 1850er Jahren wuchs der politische Druck von Farmern und Eisenbahnindustrie auf Washington, das als Nebraska bekannte verbliebene Gebiet des Louisiana-Kaufs westlich des Minnesota-Territoriums, Iowas und Missouris als Bundesterritorium zu organisieren. Erst dann konnte das Land offiziell vermessen und entsprechende Titel durch den Bund an Interessenten verkauft werden. Ende 1853 war die Nebraska-Frage ganz oben auf der politischen Tagesordnung, weshalb nicht nur die oppositionelle Presse Pierce für das Auslassen dieser Thematik in seiner ersten Ansprache zur Lage der Union kritisierte. Nur wenige Tage nach Sitzungsbeginn beriet der Kongress noch im Dezember 1853 über ein Gesetz zur Bildung von Bundesterritorien in dem fraglichen Gebiet. Douglas griff das Thema dankbar auf, denn er hoffte, damit den Parteizusammenhalt stärken und sich gegen die Whigs deutlicher abgrenzen zu können. Diese hatten sich von jeher gegen die wirtschaftliche Erschließung des amerikanischen Westens gestemmt, weshalb sich Douglas aus taktischen Gründen neben der Bildung eines Bundesterritoriums für den Bau der transkontinentalen Eisenbahn von Chicago nach Kalifornien und einen Homestead Act für die Siedler starkmachte.

Entwicklung und Verteilung von sklavenhaltenden und freien Bundesstaaten und Territorien von 1789 bis 1861 sowie Missouri-Kompromiss-Linie ab 1821

Was das auszuweisende Territorium so explosiv machte, war der Umstand, dass es sämtlich nördlich der Linie des Missouri-Kompromisses von 1820 lag. Nach diesem Kompromiss aus der Präsidentschaft Monroes sollte mit der Ausnahme von Missouri in allen zukünftigen Bundesstaaten nördlich des 36° 30' Breitengrades die Sklaverei verboten bleiben. Die Südstaaten-Demokraten hatten schon vor Dezember 1853 deutlich gemacht, dass sie unter dieser Prämisse der Bildung eines Bundesterritoriums nicht zustimmten. Insbesondere die Pflanzer im benachbarten Missouri befürchteten durch ein freies Territorium westlich des Missouri Rivers ein Fluchtziel für ihre Sklaven, während die südstaatlichen Gegner des Wilmot Proviso von 1846 den Missouri-Kompromiss als genauso inakzeptabel und ihre beleidigend erachteten. Missouri-Demokraten unter der Führung von Senator Atchison drängten auf eine Ausweitung der Sklaverei nach Nebraska, weil diese auch dort profitabel betrieben werden könnte. Außerdem hofften die Südstaaten-Demokraten durch einen neuen Sklavenstaat in der Union, die Aufnahme des freien Kaliforniens vom September 1850 zu kompensieren. Douglas versuchte wie schon beim Kompromiss von 1850 bezüglich Utah und New Mexikos auch bei Nebraska das popular sovereignty-Prinzip anzuwenden. Der Legislative des Bundesterritoriums sollte die Entscheidung über die Sklaverei freigestellt werden und eine Integration in die Vereinigten Staaten davon nicht abhängen. Am 4. Januar 1854 wurde im Senat eine erste Version des Kansas-Nebraska Acts vorgestellt, in dessen Gesetzestext die Passagen zu Utah und New Mexico aus dem Kompromiss von 1850 wortwörtlich kopiert worden waren. Douglas versah den Gesetzesvorschlag mit dem Zusatz, dass der Missouri-Kompromiss dadurch weder bestätigt noch aufgehoben werde.
Einem erheblichen Teil der Südstaaten-Demokraten ging das aber nicht weit genug, sie forderten eine explizite Rücknahme des Missouri-Kompromisses, so dass in den Territorien bereits vor der Einberufung eines Regionalparlaments die Sklaverei möglich sei. Am 16. Januar versah der Whig-Senator Archibald Dixon aus Kentucky Douglas’ Gesetzesvorschlag mit einem Zusatz, der das Sklavereiverbot nördlich der Kompromiss-Linie abgeschafft hätte, während der Südstaaten-Demokrat Philip Phillips aus Alabama im Haus ähnliches forderte. Pierce sicherte Cass zu, dass er gegen das Gesetzespaket in der Version von Dixon und Phillips war, und erhielt vom Kabinett dafür am 21. Januar Rückendeckung. Ausschlaggebend hierbei war die Befürchtung der Pierce-Administration, mit einer Nullifizierung des Missouri-Kompromisses die Demokraten im Norden in die politische Bedeutungslosigkeit zu führen, wo sich bereits Massenproteste gegen den sich abzeichnenden Kansas-Nebraska Act ereignet hatten. Bevor Douglas, der in der Sklavenfrage nicht von den Whigs rechts überholt werden wollte, den Gesetzesvorschlag entsprechend anpasste, bat er um ein Treffen mit dem Präsidenten. Auch hoffte er, dass Pierce auf die Nordstaaten-Demokraten Druck ausüben werde, so dass diese dem Kansas-Nebraska Act trotz ihrer Bedenken zustimmten. Also suchte Douglas den Präsidenten am 22. Januar 1854 im Weißen Haus auf. Weil es ein Sonntag war, hatte Pierce dem Treffen nur widerwillig zugestimmt. Neben dem Präsidenten und Douglas waren bei der Besprechung Kriegsminister Davis, Phillips sowie fünf einflussreiche Südstaaten-Demokraten aus Repräsentantenhaus und Senat zugegen. Am Ende überzeugten sie Pierce so stark von ihrer Absicht, dass er selbst die Passage im Gesetzestext verfasste, die den Missouri-Kompromiss als „unwirksam und nichtig“ sowie den Kompromiss von 1850 zur gültigen Richtlinie erklärte und allen zukünftigen Bundesterritorien in der Sklavenfrage völlig freie Hand ließ. Der so redigierte Kansas-Nebraska Act wurde am nächsten Tag im Senat präsentiert. Eine weitere Änderung war, dass mit dem Kansas- und Nebraska-Territorium nun zwei Bundesterritorien aus dem fraglichen Gebiet geschaffen werden sollten. Damit wurde der Anschein eines Kompromisses erweckt, in dem Sinne, dass Kansas als zukünftiger Sklavenstaat und Nebraska als freier Bundesstaat in der Union avisiert war. Anders als von Douglas und Pierce erhofft zeigte sich die Opposition gegen das Gesetz allerdings weniger an Partei- als an Landesgrenzen orientiert. So stimmten demokratische Free Soiler aus dem Norden gegen den Kansas-Nebraska Act, während viele Südstaaten-Whigs dafür votierten. Die beabsichtigte Einigung der Demokraten hinter dem Gesetz scheiterte; ohne die Zustimmung der Südstaaten-Whigs wäre es im Kongress gescheitert. Am 3. März 1854 verabschiedete der Senat den Kansas-Nebraska Act, während das Repräsentantenhaus erst für eine Verschiebung des Gesetzes stimmte, um es dann am 22. Mai doch zu beschließen. Nur wenige Tage später beschädigte Pierce sein Ansehen in Neuengland weiter, als er Bundestruppen nach Boston entsandte, um den entflohenen Sklaven Anthony Burns gegen den Widerstand von gewaltbereiten Abolitionisten nach Virginia zurückzuführen. Am 30. Mai setzte Pierce den Kansas-Nebraska Act mit seiner Unterschrift inkraft. Zum ersten Gouverneur des Kansas-Territoriums berief er im Juni Andrew Horatio Reeder aus Pennsylvania.
Das Votum für den Kansas-Nebraska Act gilt als der größte Fehler in Pierce’ politischer Karriere. Die Motivation dahinter wurde schon von vielen Historikern hinterfragt. Als ein wahrscheinlicher Grund wird oft angeführt, dass Pierce davon überzeugt war, seine historische Bilanz als Präsident hinge von der Außenpolitik ab. Deswegen waren für ihn der Gadsden-Kauf und das Fischerei- und Handelsabkommen mit Kanada von besonderer Bedeutung, deren Zustimmung im Senat von Südstaaten-Demokraten wie James Murray Mason abhing, der beim Treffen am 22. Januar im Weißen Haus teilgenommen hatte und den Senatsausschuss für auswärtige Beziehungen (United States Senate Committee on Foreign Relations) leitete. Andere Stimmen machen Pierce’ Unterwürfigkeit den südstaatlichen Interessen gegenüber geltend. Holt lässt dieses Argument nur bedingt gelten, Pierce sei nicht leicht einzuschüchtern gewesen und habe beispielsweise mit dem Unterbinden von Filibuster-Expeditionen dem Sinne der Südstaaten zuwidergehandelt. Er hält es für wahrscheinlich, dass der Präsident sich von Douglas davon überzeugen ließ, dass der Kompromiss von 1850 das popular sovereignty-Prinzip nicht nur auf Utah und New Mexico angewandt, sondern es als allgemeingültige Richtschnur impliziert habe. Historiker der jüngeren Vergangenheit betonen Pierce’ Obsession von der Einheit der Partei, zumal das Wahlprogramm 1852 sich dezidiert für den Kompromiss von 1850 ausgesprochen und eine erneute politische Diskussion über die Sklavenfrage ausgeschlossen habe. Laut Holt kam erschwerend hinzu, dass der Präsident im Zuge des Streits um die Ämterpatronage innerparteilich vor einem Zerfall der Demokraten gewarnt worden sei, sollten sie nicht ein Thema finden, hinter dem sie sich gegen die Whigs vereinigen konnten. Ein weiterer möglicher Faktor war die überbordende Zuversicht, die Midterm elections 1854 auch in den Nordstaaten gegen geschwächte Whigs gewinnen zu können. Schließlich sei dies bereits bei der Präsidentschaftswahl 1852 mit dem Eintreten für den Kompromiss von 1850 gelungen.
Die Zuversicht bewahrheitete sich nicht, denn bei den Kongresswahlen wurden die Demokraten abgestraft und verloren 66 der 91 von ihnen gehaltenen Kongresswahlbezirke im Norden. Selbst New Hampshire ging komplett an die Opposition. Vom Absturz der Demokraten in den Nordstaaten profitierten allerdings mit Ausnahme bestimmter Regionen die Whigs nur wenig, sondern diverse Wahlbündnisse aus Free Soilern und Gegnern des Kansas-Nebraska Acts, die sich Namen wie People’s  oder Opposition Party gaben. In Michigan, Wisconsin und dem nördlichen Illinois bildete sich die Republican Party, die im Sommer 1854 in Jackson, Michigan, ihren ersten Parteitag abhielt. Eine weitere Konkurrenz im oppositionellen Wählerspektrum entwuchs den Whigs in Form der Know-Nothing Party („Nichtswisser-Partei“). Diese Anti-Establishment-Partei war nativistisch und antikatholisch geprägt. Die massive Zuwanderung aus dem katholischen Irland infolge der Großen Hungersnot verschaffte den Know-Nothings Mitte der 1850er Jahre Auftrieb, der durch den Furor gegen den Kansas-Nebraska Act verstärkt wurde. Aus ihrer Sicht war Pierce’ Werben um katholische Wähler mit der Ernennung von Campbell zum Postminister ein Verrat an der „protestantischen Republik“; ähnlich beurteilten sie die Whigs. Anders als die Republikaner konnten sie bei den Kongresswahlen auch im Süden Sitze gewinnen. Insgesamt sahen sich die Demokraten so im 34. Kongress, der ab Dezember 1855 tagte, zwar in der Minderheit, standen jedoch einer stark fragmentierten Mehrheit aus Whigs, Republikanern, Know-Nothings und anderen Wahlbündnissen gegenüber.

#### Bleeding Kansas

Eine Karikatur aus dem in Philadelphia erscheinenden Magazin J. L. Magee von 1856. Sie trägt die Bildunterschrift „Die Sklaverei in die Kehle eines Freesoilers zwingen“ und stellt einen riesenhaften Free Soiler dar, dessen Kopf von Buchanan (links) und Cass (rechts) an den Haaren unten gehalten wird. Die beiden stehen auf dem demokratischen Parteiprogramm (Democratic Platform) in Form eines Tisches, in den die Namen Cuba, Kansas und Zentralamerika eingraviert sind. Sie symbolisieren die Absicht der Demokraten, aus diesen Regionen Sklavenstaaten in der Union zu machen. Pierce umklammert den Bart des Riesen, während Douglas ihm einen Afroamerikaner in den Mund schiebt. Der Free Soiler ruft um Hilfe und beschreibt die vier demokratischen Politiker als Mörder. Im Hintergrund sind Gewaltszenen aus Bleeding Kansas zu sehen.

Die vor dem Verkauf notwendige offizielle Landvermessung im Kansas-Territorium dauerte einige Monate, so dass erst im Herbst 1854 eine größere Zahl an Siedlern samt Territorial-Gouverneur Reeder eintraf. Dieser entpuppte sich als schlechte Wahl und zeigte sich mehr an lukrativen Landgeschäften als an der eigentlichen Regierungsführung interessiert. Bei den ersten Siedlern handelte es sich vorwiegend um Kleinbauern aus dem Mittleren Westen und Pflanzer aus dem Upland South („Südliches Hochland“), die keine Sklavenhalter waren. In dieser Gruppe herrschte kein Interesse an der Einführung der Sklaverei, sondern im Gegenteil sollten Afroamerikaner generell aus dem Territorium verbannt werden. Nur eine Minderheit in der ersten Siedlerwelle bestand aus Sklavenhaltern oder Abolitionisten, die in Kansas die politische Auseinandersetzung über die Sklavenfrage suchten. Die Pflanzer in Missouri sahen in dieser Entwicklung in der Nachbarschaft eine Gefahr und verdoppelten ihre Anstrengungen zum Durchsetzen der Sklaverei im Kansas-Territorium.
Anfang 1855 erreichten Pierce Gerüchte über Reeders illegale Landgeschäfte, was er mit großer Empörung aufnahm. Trotz des aufkommenden öffentlichen Drucks hielt er vorerst am Gouverneur fest. Anfang Mai begab sich Reeder zum Präsidenten, der ihm zwar die Beteuerungen seiner Unschuld abnahm, ihn aber dennoch zum Rücktritt aufforderte, weil er das Vertrauen der Bevölkerung verloren habe. Reeder verweigerte dies und die Minister Marcy und McClelland baten Pierce darum, dem Gouverneur eine zweite Chance zu geben. Bei den Wahlen zur Territorial Legislature („Territoriumsparlament“) am 30. März 1855 nahm Atchison mit mehreren hundert bewaffneten Missourians, den Border Ruffians („Grenz-Schläger“), viele Wahllokale in Beschlag, füllte dort präparierte Stimmzettel ein und hielt die örtliche Bevölkerung von der Wahl ab. Reeder erhob gegen dieses Manöver keine Einwände, so dass die Sklavereifraktion in der Legislative eine klare Mehrheit erhielt und ab Sitzungsbeginn im Juli 1855 drakonische Gesetze zur Absicherung der Sklaverei verabschiedete. Die Minderheit der abolitionistischen Volksvertreter verließ die Versammlung und gründete ein konkurrierendes Territorialparlament in Topeka, das von Pierce als gesetzeswidrig verurteilt und nicht anerkannt wurde. Als das Parlament der Sklavereifraktion Ende Juli aus Protest gegen Reeders Landgeschäfte vor Ort eine Versammlung in Pawnee City verweigerte, hatte Pierce genug und entließ Reeder. Als neuen Gouverneur setzte er Wilson Shannon aus Ohio ein. Dieser erwies sich als genauso unfähig, mäßigend auf die Sklavereianhänger einzuwirken, wie sein Vorgänger. Zum Beginn der Sitzungsperiode des Kongresses im Dezember 1855 zeichnete sich ab, dass der Süden mit der Schaffung eines neuen Sklavenstaats in Form von Kansas Erfolg haben könnte, was die Debatten im Kapitol maßgeblich prägte. Hinzu kam, dass angesichts der Ereignisse in Kansas bei den Know-Nothings, Whigs und anderen Wahlbündnissen ab Mitte 1855 eine Spaltung eingetreten war und sich deren abolitionistische Flügel hinter den Republikanern sammelten. In der State of the Union Address im Dezember 1855 griff Pierce die Republikaner als Gefahr für die Union an und erklärte ihren abolitionistischen Ideen den Krieg, ohne die Wahl des Republikaners Nathaniel Prentiss Banks zum Sprecher des Repräsentantenhauses Ende Januar 1856 verhindern zu können.
Am 15. Januar 1856 fanden die Wahlen zur Topeka-Versammlung statt. Am 24. Januar verurteilte Pierce in einer Erklärung an das Repräsentantenhaus das abolitionistische Territorialparlament. Die Verantwortung für die chaotische Lage in Kansas lastete er vor allem dem ersten Gouverneur Reeder an. Seine als dezidierte Parteinahme für die Südstaaten wahrgenommene Botschaft thematisierte zwar die Wahlmanipulationen durch die Border Ruffians, aber er stellte dies als Selbstverteidigung gegen abolitionistische Versuche dar, dass Kansas-Territorium zu „kolonisieren“. Die Topeka-Versammlung verurteilte er als revolutionären Akt. In einer am 11. Februar veröffentlichten Proklamation forderte Pierce alle Abgeordneten dieses Parlaments auf, ihre Mandate niederzulegen, und kündigte bei einer Weigerung militärische Gewalt an. Spätestens mit dieser einseitigen Stellungnahme gegen die Abolitionisten in Topeka hatte sich Pierce in den Nordstaaten größtenteils desavouiert. Noch im Februar entsandte Pierce zwei Kommissare in das Kansas-Territorium, um die Situation vor Ort einzuschätzen. Ebenfalls in diesem Zeitraum empfing er Gouverneur Shannon, der nach Bundestruppen zur Beruhigung der Lage anfragte. In der öffentlichen Meinung war Pierce nicht nur in den Nord-, sondern auch in den Südstaaten unpopulär. Während ihm in den freien Staaten die Verantwortung für Bleeding Kansas („blutendes Kansas“) gegeben wurde, warfen ihm die Sklavenstaaten immer noch die Berufung des Neuengländers Reeder zum ersten Gouverneur vor. Im Mai 1856 eskalierte der Konflikt zwischen den beiden konkurrierenden Parlamenten in Kansas weiter. Die Territorialregierung der Sklavereianhänger entsandte Milizen und Border Ruffians am 21. Mai nach Lawrence, wo sie Führer der Topeka-Versammlung verhafteten und eine Druckerei sowie weitere Gebäude zerstörten. Einen Tag später sorgte die Brooks-Sumner-Affäre landesweit für Aufsehen, als der Südstaaten-Senator Preston Brooks seinen abolitionistischen Kollegen Charles Sumner auf dem Senatsflur mit einem Gehstock bis zur Bewusstlosigkeit verprügelte. Kein Ereignis im Jahr 1856 sorgte im Norden für so viel Empörung wie dieses, das außerdem die Mehrzahl der dortigen Know-Nothings in die Arme der Republikaner trieb. In Pierces’ Heimat Concord wurden er und Brooks als Reaktion auf die Affäre in effigie verbrannt. Als Vergeltung für den Überfall auf Lawrence beging John Brown mit seinen Söhnen im Franklin County das Pottawatomie-Massaker an fünf Siedlern, die loyal zur offiziellen Territorialregierung standen. In den folgenden Monaten herrschten im Kansas-Territorium bürgerkriegsähnliche Verhältnisse.
Nach seiner Niederlage auf dem Nominierungsparteitag der Demokraten widmete sich Pierce wieder vor allem der Lage im Kansas-Territorium. Je länger die Krise dort in den Schlagzeilen blieb, desto mehr profitierten davon die Republikaner. Im Juni schlug Senator Robert Augustus Toombs ganz im Sinne von Pierce die sofortige Aufnahme von Kansas als Bundesstaat vor, ohne das notwendige Quorum bei der Einwohnerzahl abzuwarten. Unter Aufsicht von Bundesbeamten sollte dazu eine verfassunggebende Versammlung gewählt werden. Das Gesetz kam zwar durch den Senat, scheiterte jedoch am republikanisch dominierten Repräsentantenhaus. Gouverneur Shannon erwies sich als unfähig, die Gefechte zwischen den beiden konkurrierenden Legislativen des Territoriums zu beenden. Oberst Edwin Vose Sumner hingegen löste als Führer der Bundestruppen in Kansas am 4. Juli 1856 eigenmächtig die abolitionistische Territorial Legislature in Topeka auf und inhaftierte deren gewählten Gouverneur Charles L. Robinson. Dies wiederum brachte der Armee und der Regierung den Vorwurf ein, mit den Sklavereianhängern zu paktieren. Durch den blockierten Kongress wieder selbst zum Handeln gezwungen, setzte Pierce Sumner als Kommandeur ab und ersetzte ihn mit Persifor Frazer Smith. Ende Juli entließ er den glücklosen Shannon und ernannte den Veteranen aus dem Mexikanisch-Amerikanischen Krieg John White Geary zum neuen Gouverneur. Bis zur Ankunft von Geary im Kansas-Territorium übernahm der Sklavereianhänger Daniel Woodson vorübergehend die Amtsgeschäfte, derweil eine abolitionistische Miliz, die späteren Jayhawkers, unter Führung von James Henry Lane von Iowa aus nach Kansas vorstießen. Pierce drängte nun den Kongress zur Bewilligung von Bundesmitteln für eine dauerhafte Stationierung von Bundestruppen in Kansas. Als das Haus am 18. August ohne einen entsprechenden Entscheid die Sitzungsperiode beendete, berief der Präsident eine außerordentliche Tagung ein, die am 30. August das gewünschte Gesetz verabschiedete. Im Oktober konnte Geary die Milizen der Sklaverei-Fraktion zur Rückkehr nach Missouri überreden, worauf die Gewalt im Territorium zurückging.

### Democratic National Conventionvon 1856 und Ende der Amtszeit (1856–1857)
Pierce wollte sich bei der Präsidentschaftswahl 1856 für eine zweite Amtszeit bewerben und eröffnete seine Absicht am 1. November 1855 dem Kabinett, das ihn einhellig zu diesem Schritt ermunterte. Ein Motiv für den stark in der Kritik stehenden Präsidenten war, sich durch eine Wiederwahl zu rehabilitieren. Zu diesem Zeitpunkt wurden in der Partei bereits Buchanan und Douglas als aussichtsreichere Kandidaten für das Rennen um das Weiße Haus gehandelt. Diese und Cass signalisierten jedoch, dass sie keine eigenen Ambitionen auf die Präsidentschaft hegten. Am 14. November nominierte ihn der Parteitag New Hampshires zum Präsidentschaftskandidaten des Bundesstaats. Dem schlossen sich einige Delegationen aus dem Deep South („Tiefer Süden“) und Neuengland an, so dass eine Mehrheit auf der National Convention 1856 in Reichweite schien. Seine Hoffnung auf eine Nominierung und Wiederwahl stellten sich aber spätestens mit dem republikanischen Triumph der Wahl von Banks zum Sprecher des Repräsentantenhauses als eine Fehleinschätzung heraus. Die Feindschaft gegen den Kansas-Nebraska Act in der Bevölkerung, der Aufstieg der Republikaner und die sich zuspitzende Lage in Kansas in der ersten Jahreshälfte 1856 ließ die Demokraten außerdem immer mehr zu der Erkenntnis kommen, dass es politischer Selbstmord sei, Pierce als Präsidentschaftskandidaten aufzustellen. Stattdessen sprach das Moment immer mehr für Buchanan, der als amerikanischer Botschafter seit 1853 in London residierte und somit keine Verantwortung für den Kansas-Nebraska Act trug. Bis zum Mai verlor Pierce zumindest in großen Teilen die Unterstützung der wichtigen Delegationen aus Virginia und New York. Deren Leiter Wise und Dickinson unterstützten Buchanan. Als bekannt wurde, dass Pierce’ Wahlkampfteam in Fühlung mit dem Lager von Douglas gegangen war, um eine Kür Buchanans zu verhindern, fiel auch Indiana unter Führung von Jesse D. Bright gemeinsam mit anderen Bundesstaaten des Mittleren Westens vom Präsidenten ab.

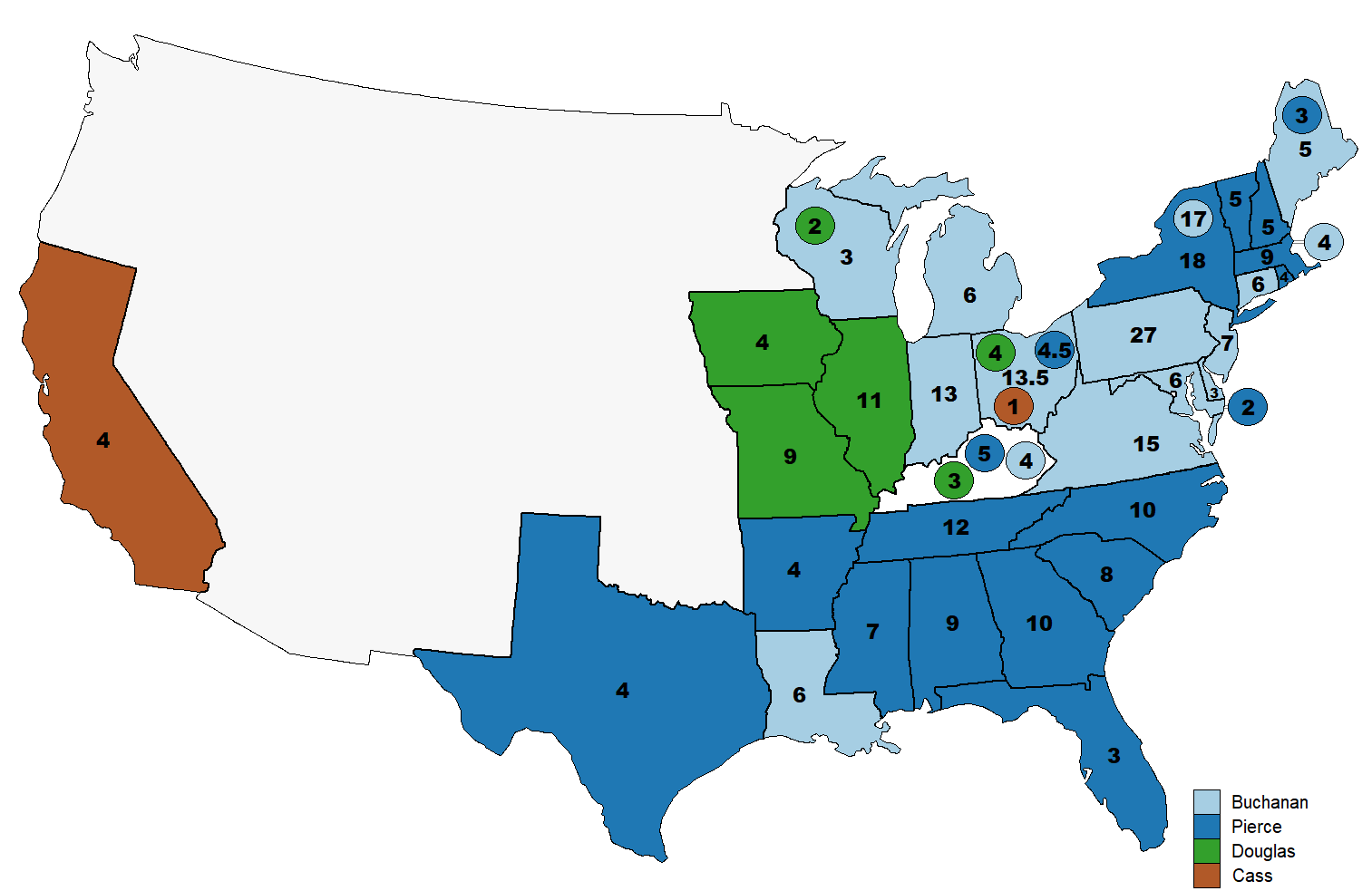
Wahlergebnis im ersten Durchgang auf der Democratic National Convention 1856 nach Bundesstaaten. Die für Pierce votierenden Bundesstaaten sind dunkelblau gefärbt.

Am 2. Juni startete die Democratic National Convention in Cincinnati mit Pierce, Buchanan und Douglas als aussichtsreichsten Kandidaten. Bevor der Nominierungsentscheid startete, wurde ein Wahlprogramm verabschiedet, das als Schlüsselbotschaft den Kansas-Nebraska Act propagierte. Eine Resolution, die vorsah, den Präsidenten vor dem Nominierungsrennen für seine Regierungspolitik zu loben, wurde abgelehnt. Stattdessen wurde ein ähnlicher Beschluss angenommen, der Pierce allerdings erst nach Abschluss der Kandidatenkür Anerkennung für seine Amtszeit zollte. Im ersten Wahldurchgang am 5. Juni erreichte der Präsident mit 122,5 von 296 Stimmen sein bestes Ergebnis, lag allerdings hinter Buchanan. Beim Votum der Sklavenstaaten kam er jedoch auf mehr als doppelt so viele Stimmen wie dieser. Danach nahm sein Stimmenanteil allmählich ab. Mit dem Abfall von Tennessee aus seinem Lager im 6. Wahldurchgang verstärkte sich der Negativtrend entscheidend. Nach 15 Wahlgängen telegrafierte Pierce seinen Wahlkampfleitern in Cincinnati in der Nacht zum 6. Juni seinen Rücktritt von der Kandidatur. Er unterstützte daraufhin die Kandidatur von Douglas, um eine Nominierung von Buchanan noch zu verhindern. Doch nach dem 16. Wahldurchgang zog sich dieser zurück, so dass Buchanan in der folgenden Runde einstimmig zum demokratischen Präsidentschaftskandidaten gewählt wurde. Pierce ist somit bis heute der einzige amtierende Präsident, der auf dem Nominierungsparteitag seiner eigenen Partei scheiterte. Möglicherweise als Geste an das Pierce-Lager sorgten die Anhänger Buchanans für die Wahl von John C. Breckinridge, einem Freund des Präsidenten, zum Running Mate. Nach dieser Niederlage war er politisch auf den Status einer Lame Duck („lahme Ente“) herabgesunken. So überstimmte der Kongress von Mai bis August 1856 fünf präsidiale Vetos gegen Subventionen für Bauprojekte.
Pierce, der bei einem republikanischen Sieg eine Sezession der Südstaaten befürchtete, machte Wahlkampf für Buchanan, ohne jedoch New Hampshire für die Demokraten holen zu können. Dort gewann mit John C. Frémont der Präsidentschaftskandidat der Republikaner. Insgesamt spielte Pierce in der Wahlkampagne der Demokraten allenfalls durch seine Handlungen als Präsident eine direkte Rolle. Buchanan gewann die Präsidentschaftswahl im November 1856 gegen Frémont und Ex-Präsident Fillmore, der für den nicht in den Republikanern aufgehenden Rest der Know-Nothing Party antrat. Vor allem wegen Bleeding Kansas verloren die Demokraten im Norden erheblich an Stimmen und gewannen nur noch fünf freie Staaten, nachdem Pierce 1852 noch 14 von diesen gewonnen hatte. Die Republikaner unterlagen zwar bei der Präsidentschaftswahl, verdrängten aber die Know-Nothings und etablierten sich somit als die Hauptgegner der Demokraten. Pierce zeigte keinerlei Anzeichen dafür, dass er sich für den Niedergang der Nordstaaten-Demokraten persönlich verantwortlich fühlte. Bei seiner letzten Rede zur Lage der Nation am 2. Dezember ignorierte er die Verluste seiner Partei bei den vergangenen Wahlen und sprach davon, dass die Bürger mit ihren Stimmen die verfassungsgemäße Gleichheit aller Einzelstaaten der amerikanischen Union bestätigt hätten. Wie bereits zuvor attackierte er die Abolitionisten als Revolutionäre, die das Volk auf einen Bürgerkrieg vorbereiten wollten. Mit geschichtsrevisionistischen Argumenten verwarf er den Missouri-Kompromiss und verteidigte den Kansas-Nebraska Act; jener sei von den Bundesstaaten nie offiziell anerkannt und die Demarkationslinie nicht nach Westen durch das von Mexiko annektierte Territorium fortgesetzt worden. Für Bleeding Kansas machte er allein abolitionistische Interventionisten aus den Nordstaaten verantwortlich, während die Garantie von freien und fairen Wahlen im Territorium außerhalb der verfassungsrechtlichen Machtbefugnis des Weißen Hauses liege.
Am 3. März 1857 genehmigte Pierce als letzte Amtshandlungen die Unterstützung des transatlantischen Kabelprojekts und den Bau von fünf Sloops für die Marine. Am 4. März, dem Tage der Amtseinführung Buchanans, begleitete er seinen Nachfolger in einer Parade vom Willard Hotel zum Kongress. Nach der Vereidigung des neuen Präsidenten zog er in das Anwesen von Marcy und verfasste noch am gleichen Tag persönliche Abschiedsbriefe an alle Mitglieder seines Kabinetts. Jane litt zu dieser Zeit unter so einem starken Anfall von Tuberkulose, dass die Pierces erst am 25. März die Rückreise nach New Hampshire antraten. Beide verachteten Buchanan, der alle Kabinettsmitglieder der vergangenen Administration entließ und mit Männern ersetzte, die seinem Lager angehörten. Dennoch äußerte Pierce nie öffentliche Kritik am neuen Präsidenten. Von seinem Einkommen im Weißen Haus hatte Pierce 78.000 US-Dollar (2025: ca. 2.980.000 US-Dollar) sparen können, womit er ein vermögender Mann und auf keine Anwaltstätigkeit mehr angewiesen war.

## Im Ruhestand

### Europareise, Präsidentschaftswahl 1860 und Sezessionskrise

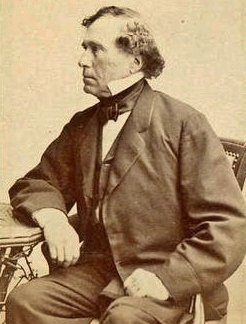
Pierce in den späten 1860er Jahren (unbekannter Fotograf)

Nach Zwischenstationen in Philadelphia, wo sich Janes Gesundheitszustand deutlich verbesserte, und New York City erreichten die Pierces Anfang Juni 1857 New Hampshire. In Portsmouth lernte er Clarence March kennen, der zu einem engen Freund und Zechkumpan wurde. Das Tagebuch von March wurde zu einer der wichtigsten Quellen zu Pierce’s letzten Lebensjahren. Den Winter 1857/58 verbrachte er mit seiner Frau auf Madeira, wobei den Transport ein von Buchanan dazu beordertes Marineschiff leistete. Auf Madeira, wo sie bis Juni 1858 blieben, verbesserte sich der Gesundheitszustand von Jane Pierce erheblich. Danach bereisten sie für 20 Monate West-, Süd- und Mitteleuropa. Den Großteil des Sommers 1858 residierten sie am Genfersee; im Winter 1858/59 bezogen sie in Italien Quartier. In Rom traf er auf seinen alten Schulfreund Hawthorne, den er als Präsident zum Konsul in Liverpool ernannt hatte, der aber nun von Buchanan durch einen Gefolgsmann ersetzt worden war. Zur Jahresmitte 1859 kehrten die Pierces mit mehreren Gemälden im Gepäck nach Amerika zurück; im September 1859 erreichten sie New Hampshire. Dort erwarb Pierce nahe Concord 24 Hektar Land und machte Pläne für eine neue Privatresidenz. Wegen der Gesundheit von Jane Pierce die rauen Winter Neuenglands meidend, lebten sie ab Januar 1860 für fünf Monate auf den Bahamas.
Weil sich die Präsidentschaft Buchanans als Desaster entpuppte, hatten Pierce noch in Europa Anfragen der Partei erreicht, ob er sich eine Kandidatur für die Präsidentschaftswahl 1860 vorstellen könnte, die er sämtlich abschlägig beschied. Unter den Anfragenden waren auch seine früheren Kabinettsmitglieder Davis und McClelland. Trotz seiner Absage erhielt er auf dem Nominierungsparteitag der Demokraten im April/Mai 1860 in Charleston eine Stimme. Als folgenschwer erwies sich ein Brief von Pierce an Davis vom Januar 1860. In diesem forderte er ihn auf, selbst die Nominierung als Präsidentschaftskandidat anzustreben. Für den Fall einer Sezession der Südstaaten sagte er nicht nur einen Bürgerkrieg zwischen den Nord- und Südstaaten voraus, sondern auch bewaffnete Konflikte nördlich der Mason-Dixon-Linie zwischen den Verteidigern der Verfassungsrechte der Einzelstaaten und „abolitionistischen Fanatikern“. Als die Unionsarmee 1863 während des Sezessionskriegs die Plantage von Davis in Mississippi in Besitz nahm, der seit Februar 1861 als Präsident der Konföderierten Staaten amtierte, wurde dieser Brief gefunden und im Anschluss von der republikanischen Presse in den Nordstaaten ausgenutzt, um Pierce als Landesverräter darzustellen.
Als die Democratic National Convention in Charleston scheiterte, vor allem weil die Delegierten aus den Südstaaten Douglas als Kandidaten verhindern wollten und die Versammlung verließen, fragte ihn Cushing ohne Erfolg nach seiner Bereitschaft, sich als Kompromisskandidat für den Ersatz-Nominierungsparteitag im Juni in Baltimore zur Verfügung zu stellen. Von den letztendlich zwei demokratischen Präsidentschaftskandidaten präferierte er John C. Breckinridge aus Kentucky, den Favoriten der Südstaaten. Um Lincoln als Präsident zu verhindern, befürwortete er aber eine einheitliche Wahlplattform, nach der die Wahlmänner von Breckinridge im Electoral College notfalls für den demokratischen Kandidaten des Nordstaaten-Flügels Douglas stimmen sollten. In New Hampshire stellte er sich aber hinter Douglas, weil Breckinridge in diesem Bundesstaat keine Chancen hatte. Dennoch siegte hier am Ende Lincoln. Als wegen der Spaltung der Demokraten ein Erfolg der Republikaner im Oktober absehbar war, bat ihn sein ehemaliger Postminister Campbell vergeblich eine Nominierung in letzter Minute zu akzeptieren, sollten Douglas und Breckinridge ihre Kandidatur zurückziehen. Im Wahlsieg Lincolns sah er die „eindeutige und unmissverständliche Ablehnung der gleichberechtigten Rechte“ der Bundesstaaten. Anders als die meisten Republikaner hatte er ein Gespür für die Stimmung in den Südstaaten, weswegen er deren Drohung, bei einem Triumph Lincolns die Union zu verlassen, nicht nur für einen Bluff hielt. In einem öffentlichen Brief an den Bundesrichter John Allen Campbell, der Ende November 1860 während der Sezessionskrise in der Presse in den Südstaaten kursierte, versprach er, dass Hunderttausende im Norden weiterhin bereit seien, für die Rechte der Südstaaten einzutreten. Als Buchanan Anfang Januar 1861 Truppen zur Verstärkung nach Fort Sumter entsandte, verurteilte Pierce dies als kriminellen Akt.

### Sezessionskrieg
Nach dem Angriff auf Fort Sumter im April 1861, dem Beginn des Amerikanischen Bürgerkriegs, sah sich Pierce in einem Dilemma gefangen. Zwar gab er die Schuld am Krieg den Republikanern, aber die patriotische väterliche Herkunft ließ ihn die amerikanische Union als höherwertig einstufen. In Concord forderte ihn ein Komitee Ende April dazu auf, seine Haltung öffentlich zu erklären. Zur Antwort sprach sich Pierce zwar gegen die Sezession der Südstaaten aus, bekundete aber auch seine Ablehnung gegenüber jeglichen Zwangsmaßnahmen zur Aufrechterhaltung der amerikanischen Union. Krieg befürworte er, wenn es um die Verteidigung gegen eine Invasion der Südstaaten gehe. Am Ende drückte er seine Hoffnung aus, dass „solange der Bruderzwist nicht stärker ausgeprägt ist als jetzt, irgendein Ereignis, irgendeine Macht“ eingreifen werde.
Im weiteren Kriegsverlauf wurde Pierce insbesondere nach der Emanzipationsproklamation vom September 1862, die er wegen der Sklavenbefreiung in den Südstaaten als Vernichtung von Eigentum diskreditierte, zu einem immer schärferen Kritiker Lincolns. Schon die Ausrufung des Kriegsrechts und die Aufhebung von Habeas Corpus durch den Präsidenten hatten Pierce erzürnt. Er äußerte sein Unverständnis darüber, dass sich Weiße gegenseitig ob der Emanzipation von Afroamerikanern abschlachteten. Aus diesen Gründen geriet er in den Ruf, nicht loyal zu den Nordstaaten zu stehen. Mit öffentlicher Kritik an Lincoln hielt er sich jedoch bis zur Strafverfolgung des Demokraten Clement Vallandigham durch ein Militärgericht im Frühjahr 1863 zurück. Zum Unabhängigkeitstag sprach er auf einer Parteiveranstaltung in Concord, wobei er vor allem das Recht auf freie Rede verteidigte. Die Kriegsanstrengungen der Union verwarf er als frucht- und mutlos; noch während seiner Rede trafen Meldungen vom Sieg der Nordstaaten in der Schlacht von Gettysburg ein. Nichtsdestotrotz fand Pierces Auftritt großen Anklang, so dass er wieder einmal vergeblich von Parteifreunden um die Kandidatur bei einer Präsidentschaftswahl gebeten wurde.
Seit ihrer Rückkehr aus Europa Ende 1859 hatte Pierce die meiste Zeit von seiner Frau getrennt gelebt, denn sie war bei ihrer Schwester in Andover in Pflege. Holt sieht die Trennung auch im zunehmenden Alkoholmissbrauch von Pierce begründet, der die meiste Zeit über mit seinem Trinkkumpan March oder allein in Neuengland unterwegs war. Kurz nach dem Unabhängigkeitstag 1863 wurde der Brief von Pierce an Davis vom Januar 1860 gefunden und Pierce in der Presse der Nordstaaten nun in eine Reihe mit dem Verräter aus dem amerikanischen Unabhängigkeitskrieg Benedict Arnold gestellt. Einer zunehmend feindseligen Atmosphäre ausgesetzt, musste Pierce am 2. Dezember den Tod seiner tuberkulosekranken Frau betrauern. Kurz darauf im Mai 1864 erschütterte ihn ein weiterer Todesfall, denn auf einer gemeinsamen Reise starb sein bester Freund Hawthorne in Plymouth, New Hampshire. Nach diesen Trauerfällen verfiel Pierce zunehmend dem Alkohol. Als Pierce nach dem tödlichen Attentat auf Lincoln im April 1865 keinen schwarzen Trauerkrepp an seiner Haustür anbrachte, versammelte sich eine aufgebrachte Menge vor seinem Anwesen. Er konnte eine weitere Eskalation verhindern, indem er mit einer amerikanischen Flagge vor dem Eingang erschien und in einer Rede die Ermordung des Präsidenten verurteilte. Im gleichen Jahr stieg sein Alkoholkonsum massiv an, so dass er mehrfach erkrankte und bis zum Herbst an der Schwelle des Todes stand. Im Dezember schwor er dem Alkohol und der Sünde generell ab und ließ sich in einer Episkopalkirche taufen. Ein Grund dafür, dass Pierce sich für Saint Paul’s Episcopal entschied, war die Weigerung des Pastors gewesen, in seinen Predigten die Sklaverei als Sünde zu verurteilen.

### Späte Jahre und Tod

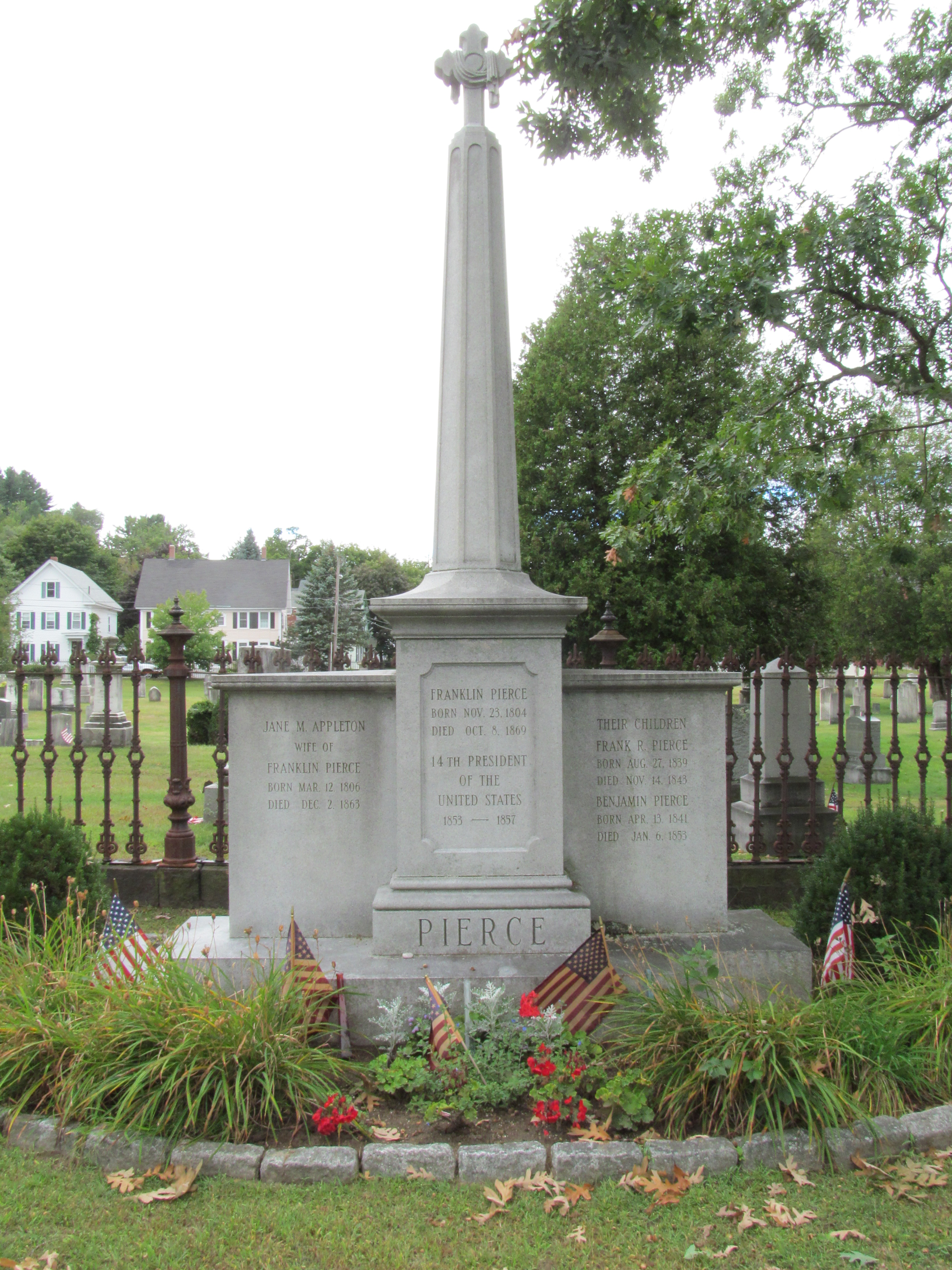
Pierce’ Grabmonument auf dem Old North Cemetery in Concord

Nach der Erholung von der schweren Krankheit beschäftigte sich Pierce in der verbleibenden Lebenszeit mit der Rodung und Bewirtschaftung einer 32 Hektar großen Parzelle, die er an der Küste in North Hampton, New Hampshire erworben hatte. In den letzten Lebensjahren bezeichnete er sich in der Folge oft als „alten Farmer“ und zeigte für sein Alter eine robuste Physis. Auf dem im Rockingham County gelegenen Grundstück errichtete er ein zweistöckiges Cottage direkt am Strand. Zwischen seinem Haus in Concord und der Meeresfrische im Jahresverlauf pendelnd, verschlimmerte sich sein Trinkverhalten wieder. Immer wieder kam es zu längeren Phasen exzessiven Alkoholkonsums, so im Sommer 1867 und im Winter 1868/69. Sein Tod wurde daher letztendlich durch die Krankheitsfolgen von Leberversagen verursacht.
Die Politik ließ ihn aber nicht los; in einem Brief bestärkte er den neuen Präsidenten Andrew Johnson in seinem Kampf gegen die Radikalen Republikaner. Als Johnson bald fast die gesamte Partei gegen sich hatte und einem Amtsenthebungsverfahren ausgesetzt war, empörte sich Pierce. Im Sommer 1868 lud er Senator James W. Grimes und seine Frau auf sein Cottage ein; Grimes hatte zuvor beim Impeachment gegen eine Amtsenthebung Johnsons gestimmt. Obwohl bis zuletzt ein loyaler Demokrat zeigte er sich von dem Wahlerfolg von Ulysses S. Grant bei der Präsidentschaftswahl 1868 nicht enttäuscht. Gemäß Grants Wahlslogan „Let us have peace“ (Lasst uns Frieden haben) erhoffte er sich von diesem Präsident eine Versöhnung zwischen Nord- und Südstaaten, an der Johnson gescheitert war. Das meiste politische Engagement entfaltete Pierce in der Sache seines Freundes Jefferson Davis. Dieser war im Mai 1865 von Unionstruppen verhaftet worden und sah sich nach zweijähriger Gefangenschaft ab Mai 1867 in einem Bundesgerichtsverfahren wegen Hochverrats angeklagt. Pierce reiste nach Fort Monroe, um dort Davis seinen juristischen Beistand anzubieten. Dieser zeigte sich gerührt, versicherte aber, bereits gut vertreten zu werden.
Im Mai 1869 reiste Pierce nach Baltimore zur Ordensversammlung der Society of the Cincinnati („Gesellschaft des Cincinnatus“). Diese Bruderschaft war noch während des Unabhängigkeitskriegs von General Friedrich Wilhelm von Steuben gegründet worden. Danach verbrachte Pierce den Sommer in seinem Cottage an der Atlantikküste in Little Boar’s Head im Rockingham County, New Hampshire. An Wassersucht leidend bereitete ihm der Rückweg in sein Winterquartier nach Concord große Probleme. Dort angekommen, zog er sich im September eine Magenentzündung zu, verlor am 7. Oktober das Bewusstsein und starb kurz vor Sonnenaufgang am 8. Oktober 1869. Nach der Aufbahrung des Leichnams im State Capitol von New Hampshire wurde Pierce am 11. Oktober an der Seite seiner Frau und der beiden Söhne beerdigt.

## Nachleben

### Historische Bewertung
Anders als sein ähnlich stark kritisierter Amtsnachfolger Buchanan kümmerte sich Pierce publizistisch gegenüber der Nachwelt nicht um eine Verteidigung seiner Präsidentschaft. Er hatte diesbezüglich Hoffnungen in seinen Außenminister Marcy gesetzt, der jedoch bereits im Juli 1857 starb. Erst Jahrzehnte nach Pierces’ Tod verfasste sein Privatsekretär Sydney Webster eine 1892 veröffentlichte Biographie (Franklin Pierce and His Administration). Diese blieb für lange Zeit das einzige Werk, das die Präsidentschaft von Pierce unter einem positiven Licht betrachtete. Die anderen Publikationen lasteten ihm eine verfehlte Patronagepolitik und das Beharren auf dem Kansas-Nebraska Act an, wofür sie Willensschwäche, Gefallsucht und eindeutige Sympathien zugunsten des Südens verantwortlich machten. Im Jahr 1968 gab Irving J. Sloan mit Franklin Pierce 1804 – 1869: Chronology – Documents eine Sammlung wichtiger Dokumente zu seiner Biographie heraus. Als die wissenschaftlich umfassendste Darstellung gilt Franklin Pierce: Young Hickory of the Granite Hills von Roy Franklin Nichols (1931), während Lary Gara (1991) eine stark interpretierende Monografie veröffentlichte. Den Akzent auf die tragischen Seiten der Pierce-Präsidentschaft legt Brian Matthew Jordan (2003). Dem Historiker Christof Mauch zufolge handelt es sich bei der zweibändigen Biographie von Peter A. Wallner (2004, 2007) um eine Fleißarbeit ohne klare eigene Forschungsposition, während Holt (2010) eine knappe Monografie präsentiere. Den Forschungsstand im Überblick bietet der von Joel H. Silbey (2014) herausgegebene Sammelband A Companion to the Antebellum Presidents 1837 – 1861.
Laut Mauch (2009) besteht in der Forschung Konsens, dass die Präsidentschaft von Franklin Pierce als Fehlschlag anzusehen sei. Neben seiner Außenpolitik, die zu starken Verwerfungen mit Großbritannien geführt habe, wird vor allem seine Unfähigkeit genannt, den Konflikt zwischen Nord- und Südstaaten zu lösen. So sei es ihm nicht gelungen, den wachsenden politischen Spannungen, die sich zwischen den Landesteilen ergaben, entschieden entgegenzutreten. Im Gegenteil habe seine rückwärtsorientierte Politik, wie auch jene seines Vorgängers Fillmore und seines Nachfolgers Buchanan, den Konflikt eher weiter angeheizt, was letztlich zum Bürgerkrieg führte. Pierce geriet bereits nach dem Sezessionskrieg weitestgehend in Vergessenheit, woran sich seither kaum etwas geändert hat. Im 21. Jahrhundert ist er in Amerika kaum noch bekannt. Holt (2010) konstatiert, dass Historiker Pierce vor allem deswegen fast durchweg als einen der schlechtesten Präsidenten der amerikanischen Geschichte einordnen, weil er durch die Verabschiedung des Kansas-Nebraska Act die Weichen Richtung Sezessionskrieg gestellt habe. Er sieht Pierce weniger wegen persönlicher Schwächen als gescheitert an, sondern sieht die Hauptursache für Pierces verhängnisvollste Fehlentscheidungen in seinem obsessiven Festhalten an der Parteieinheit. Finkelman (2020) bilanziert Pierce ähnlich als einen der erfolglosesten und am wenigsten respektierten Präsidenten in der amerikanischen Geschichte, der mit der Unterstützung des Kansas-Nebraska Act und von radikalen Maßnahmen zur Bewahrung und Ausbreitung der Sklaverei sein wahres Gesicht gezeigt habe. Obwohl er Neuengländer war, habe er nie die dort überwiegende Ablehnung der Sklaverei und Bereitschaft selbst gemäßigter Abolitionisten nachvollziehen können, für ausgesprochene Sklavereigegner zu stimmen.
In der von Arthur M. Schlesinger, Sr. im Jahr 1948 erstmals durchgeführten und 1962 sowie 1996 durch seinen Sohn Arthur M. Schlesinger wiederholten systematischen Expertenbefragung zur Bewertung der Präsidentschaften landete Pierce jeweils in der schlechtesten („gescheiterte Präsidentschaft“) von sechs Kategorien oder knapp darüber. Bei einer anderen, seit 2000 mehrfach wiederholten Expertenbefragung auf C-SPAN erreichte Pierce Plätze von 39 bis 42.

### Ehrungen und Denkmäler

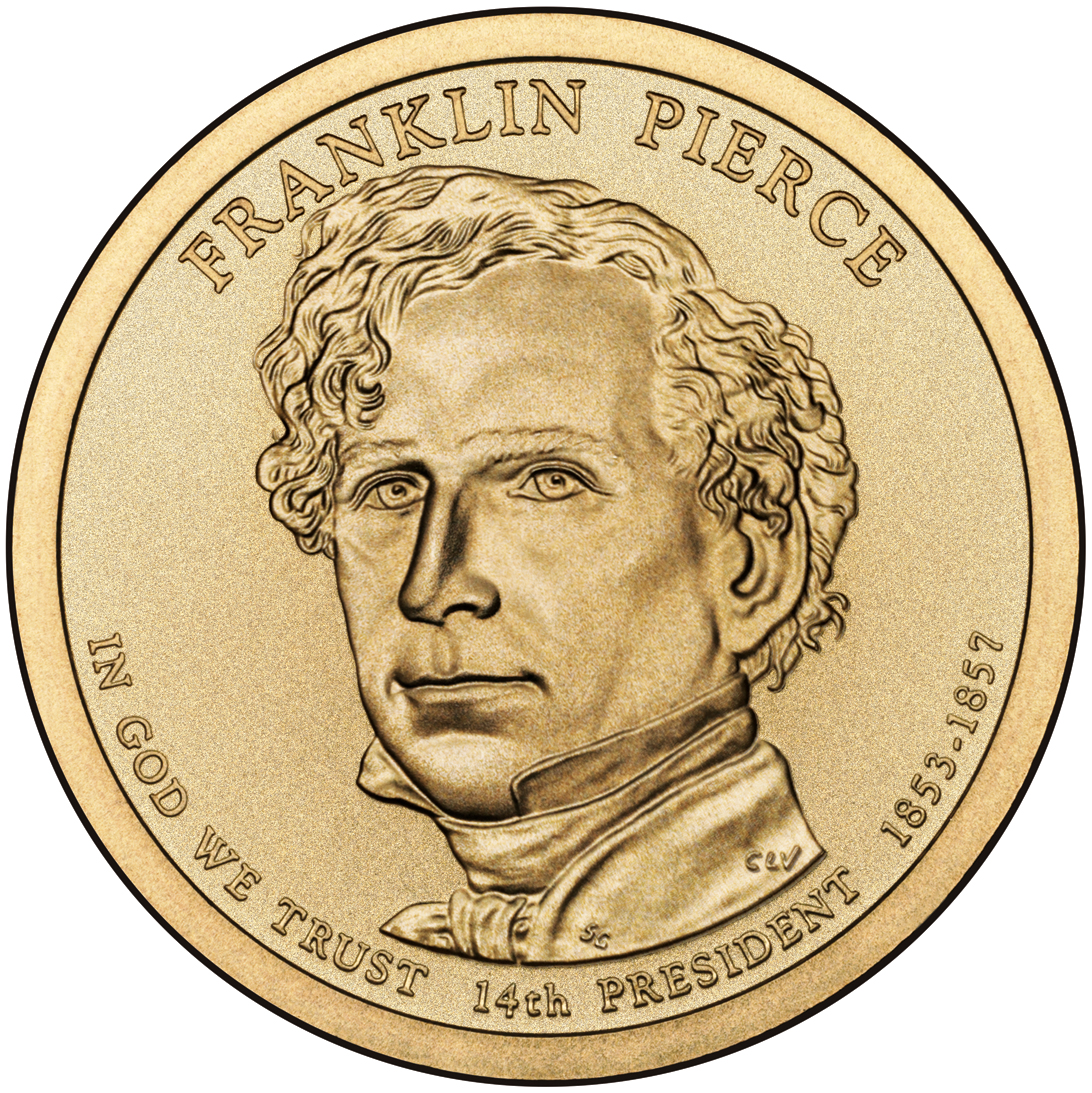
Franklin Pierce auf einem Präsidentendollar

Die Franklin Pierce Homestead, in der Pierce Kindheit und Jugend verlebte, ist ein State Park und wird als Museum geführt. Das Anwesen erhielt im Juli 1961 den Status eines National Historic Landmarks („Nationales historisches Wahrzeichen“). Im Oktober 1966 wurde es als Bauwerk in das National Register of Historic Places („Nationales Verzeichnis historischer Orte“; NRHP) eingetragen. Vor dem New Hampshire State House wurde Ende November 1914 eine Pierce-Statue eingeweiht, nachdem sich in früheren Volksabstimmungen bis 1913 stets eine Mehrheit dagegen ausgesprochen hatte. Im Jahr 1962 wurde in Rindge, New Hampshire die nach dem früheren Präsidenten benannte Franklin Pierce University gegründet. In der Serie der Präsidentendollars wurden ab Mai 2010 Münzen mit dem Konterfei von Pierce geprägt.
Vier Countys in den Vereinigten Staaten sind nach Pierce benannt und zwar in Georgia, Nebraska, Washington und Wisconsin. Gleiches gilt für den Ort Pierceton in Indiana. Ebenfalls seinen Namen trägt der Mount Pierce in der Presidential Range in den Bergen New Hampshires.